# 太鼓の達人

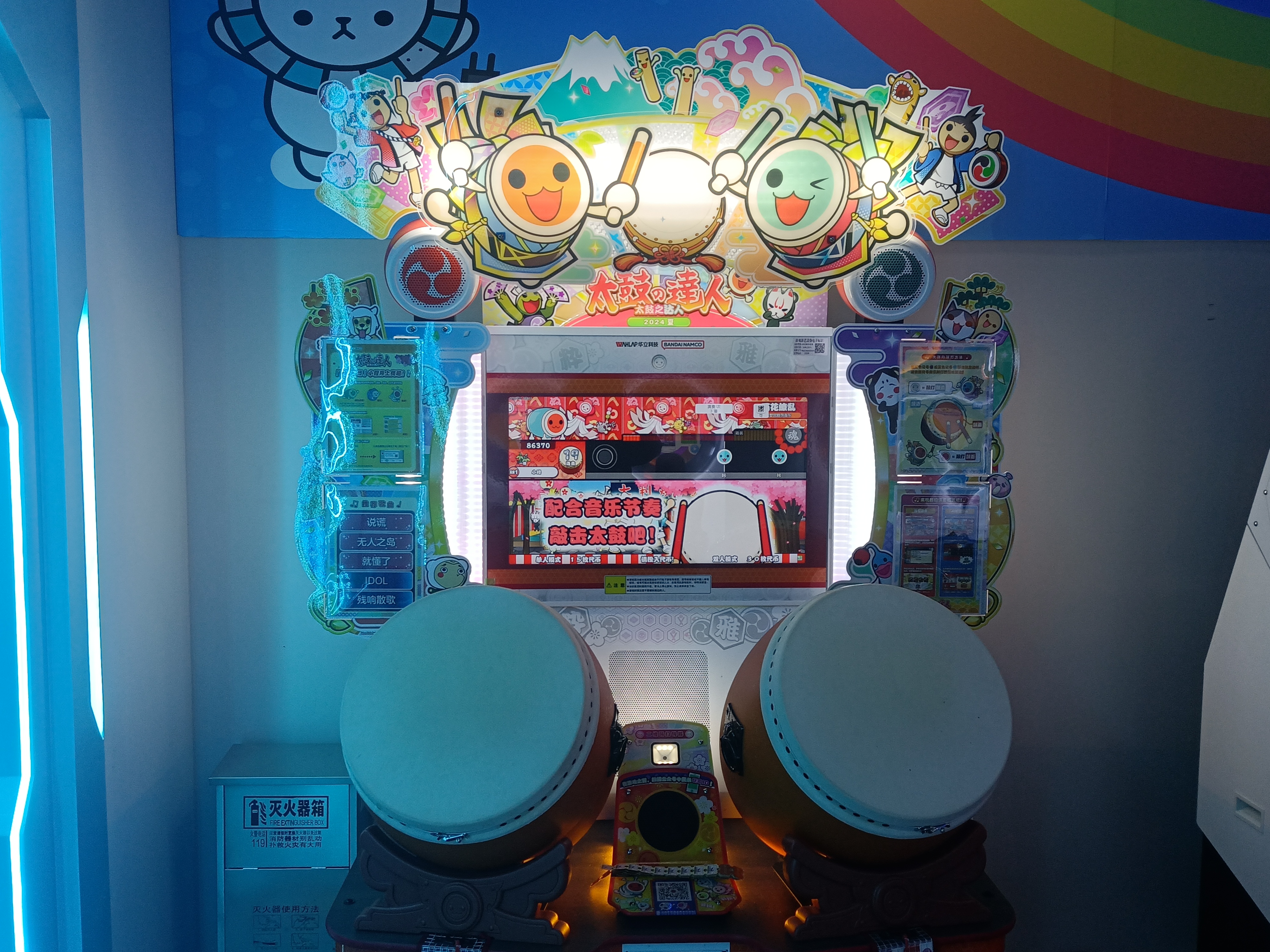
中国や台湾・香港などで稼働している
『太鼓の達人』亞洲版の筐体

『太鼓の達人』（たいこのたつじん）は、ナムコ（現：バンダイナムコアミューズメント）により開発され、2001年2月21日に稼働を開始した和太鼓リズムゲーム（公称「バラエティお祭りゲーム」）。

## システム
アーケード (AC) 筐体は中央のディスプレイ・その手前の太鼓を模した入力デバイス2つ・各々の太鼓の下にあるバチ袋に入っている合計4本のバチから構成される。プレイヤーはどちらか片方の太鼓の前に立ち、バチを2本持ってゲームを行う。バチで叩く位置は、太鼓の面とふちの2つだけで、スピーカーから流れる楽曲と画面の指示に合わせて、太鼓を叩いてプレイする。2人プレイも可能で、その場合は1Pが左側の太鼓でレーンが上段、2Pが右側の太鼓でレーンが下段となる。
家庭用では太鼓型専用コントローラーとして『タタコン』(PS2版)、『太鼓とバチ』(Wii版・Wii U版・PS4版・Nintendo Switch版)が販売されており、PS2版の一部ソフトを除いて同梱版も販売された。また、新作家庭用ゲームとして発売した太鼓の達人 ドンダフルフェスティバルでは、従来の Nintendo Switch 版のタタコンに加え新しくPS4版・PS5版・WindowsPC版が120fpsに対応するタタコンが発売された。なお、PSP、Vita、DS、3DS版の専用コントローラーは販売されていないが、DS、3DS版においては、バチペンと呼ばれるDS、3DS本体に付随しているものよりも太いタッチペンが2本付録としてついており、それを使って遊べる。
演奏中は画面下部に「踊り子」と呼ばれるキャラクターがおり、指示通りに叩くことで蓄積される譜面レーンの上に位置する「魂ゲージ」が溜まると増加する。通常は本作のキャラクターであるが、曲によってはその曲関連の作品の登場人物など、他作品のキャラクターが出てくることもある。

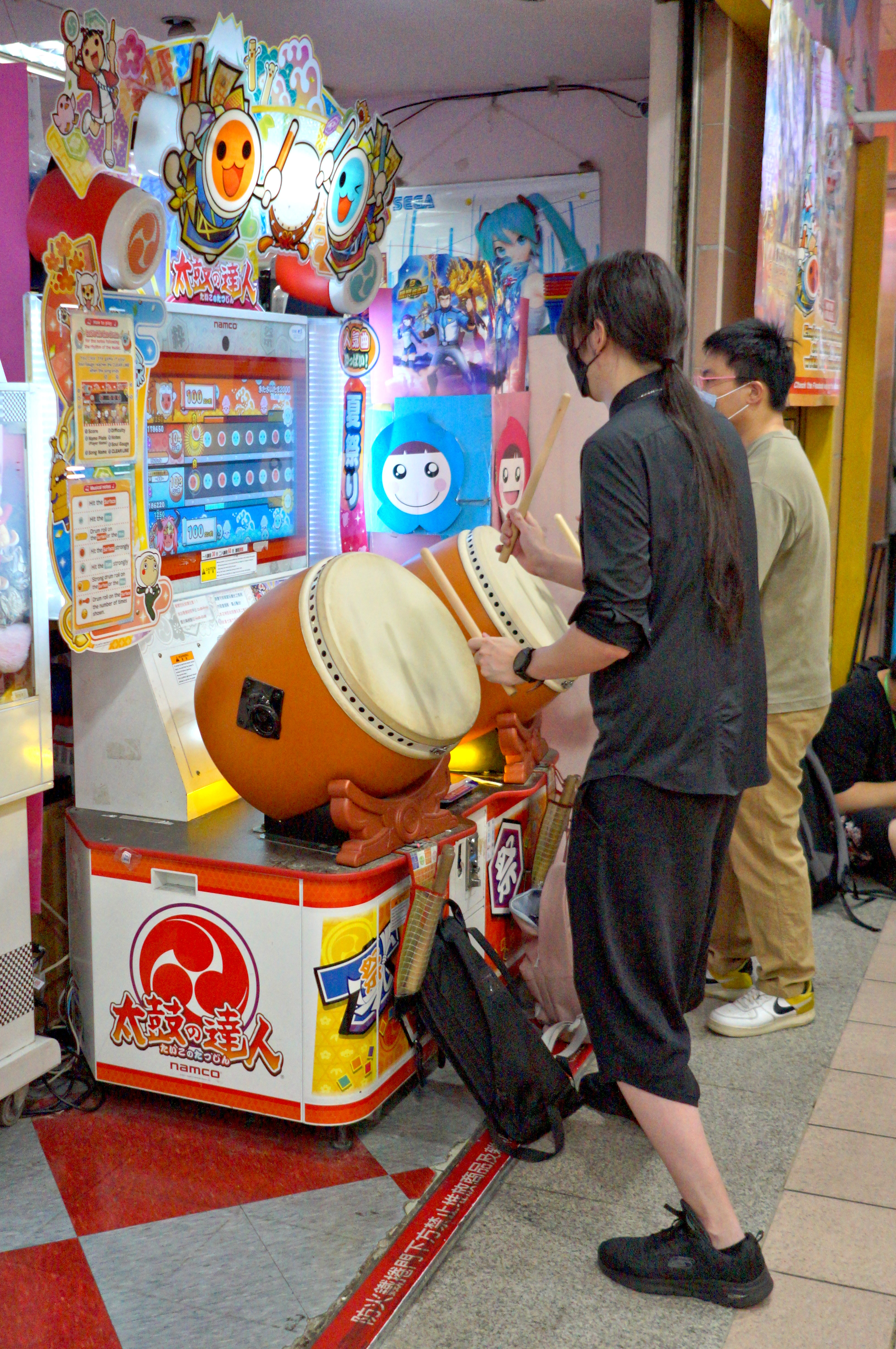
バチを握り、流れる曲の譜面に合わせてタイミング良く太鼓を叩いてプレイする。2人同時プレイも可能。

### 譜面
画面の右から左へ流れてくる音符（後述）が判定枠に重なったタイミングで太鼓の面やふちを叩く。判定枠にぴったり合えば「良」、僅かにずれていれば「可」、大きくずれている、あるいは音符を無視すると「不可」となる。ミスなく叩く事でコンボとなり、コンボ数は判定枠の左側に表示される（連打系の音符はコンボ数に含まれない）。演奏終了時にゲージが右側の黄色い部分に達していればクリアとなる。ゲージ増減は達成率だけではなくとった数も評価対象であり、上のコースほど厳しくなる。連打系を除く全ての音符をノーミスで叩く事が出来れば「フルコンボ!」、フルコンボ且つ良判定で叩く事が出来れば「ドンダフルコンボ!!」（ニジイロVer.以降）となる。また、新筐体(ソライロver以降の筐体)など一部の筐体では複数人プレイで別々の難易度にすることが可能である。

### 音符
譜面上に流れる音符は大きく分けて、面をたたく「ドン」（赤色）と、ふちをたたく「カッ」（水色）、面かふちを連打する「連打」（黄色）の3種類がある（連打は一部の作品を除いてゲージに影響しない）。これらの音符には大きいものがあり、AC版では強く叩く、家庭用では両面を同時に叩く、DSのタッチパネルでの操作は特定の位置をタッチすることにより、大音符として判定される。AC版では叩き方が弱かったり、家庭用では片面のみ叩く行為は通常音符扱いになる。また、2人プレイの時はこれに加え、両プレイヤーが同時に面を強く叩く「手つなぎ音符」がある。このほかにも、一定時間内に指定された回数分の面を叩く「ゲキ連打（風船）」（『3』以降で登場、新筐体版からは「ふうせん」と改名）などが存在する（これもクリアゲージには影響しない）。

### 難易度
アーケード版の第1作目では「かんたん」「ふつう」「むずかしい」の3種類の難易度があり、『2』ではこれらよりもさらに高い難易度の「ドンだフル！」が追加された。なお、家庭用の1作目では名称が「おに」となり、アーケード版も『7』から「おに」（亞洲版では「魔王」、『DRUM MASTER』では「Oni」）に変更された。「かんたん」のみ、黄色連打のアナウンスがあるほか、『11』以降は一部の曲にて1人プレイ時でも2人で遊ぶことができる「パパママサポート」に対応している。また、ACの『11』および家庭用の『Wii2』以降の作品では、これらの難易度とは別に、「裏譜面」と呼ばれる本来の譜面とは別に用意された譜面がある(ほとんどの場合通常の譜面より高難易度だが、例外もある)。曲によっては、演奏の出来や連打の数など一定の要件によって譜面が分かれる「譜面分岐」というシステムが導入されている。
バトル
ACでは『3』・家庭用では『ドドンがドン』初出のリニューアル以前にあったコース。体力制で演奏終了時に多かった方が勝ちとなる。「むずかしい」の右側にあり、通常の難易度と同じで専用マーク（バクダン）がある。テーマカラーは黒。演奏中は画面右に爆弾があり、ある程度大きくなった状態でどちらかが不可判定になると爆発し、不可をとった方がダメージを受ける。リニューアル後には「ドンだフル！」コースと共に廃止された。
段位道場
新筐体版 (KATSU-DON Ver.) で追加された。予め指定された曲を3曲連続で演奏し、条件を達成すれば合格となるが、条件を満たせないとクリア失敗となる。beatmania IIDXの段位認定と名前、システム共に似ている。レッドVer.では前述の「段位道場 外伝」が登場した。段位道場には「初級」から「達人」まで25段階ある。ニジイロVer.ではお題の数が見直され、「初級」および「十級」から「六級」までが削除された。「達人」以外、曲名や、難易度が表示されるが、「達人」はそれらが「???」と表示される。また、ニジイロVer.は「玄人」から「超人」までの一部の課題曲に対しても同様の「???」表示がある。

### その他システム
ゴーゴータイム
音符の点数配分が通常時よりも若干（正確には1.2倍して一の位以下切り捨て）高くなる時間であり、家庭版では『五代目』、ACでは「7」初出。発動時は判定枠に火が付き、どん（かつ）が両手を振ってゴーゴーダンスを踊る。『新筐体版』『3DS1』以降ではどん（かつ）の踊りが変わっている。ニジイロVer.では加点が廃止され、演出のみとなった。
難易度順ソート
ACのみのシステム。『10』-『14』にて特定コマンドで配置が変更される。
その後、ホワイトver.のアップデートで、「むずかしさからえらぶ」という名前で復活したがニジイロver.でオヤスミとなり、2021年のアップデートで再び復活した。またこのアップデートによって曲の表示順を「いつもどおり」「未クリア優先」「未フルコンボ優先」「未ドンダフルコンボ優先」から選べるようになった。
ランダムにえらぶ
ニジイロver.2021のアップデートより追加。
双打譜面
一部の譜面のみ搭載。2人プレイ時、1P側と2P側で流れてくる音符が大きく異なる譜面の事。1人で2つの太鼓を使用しプレイすることを想定している。

### AC復活イベント
『8』以降では1曲目でクリアに失敗（2人プレイではどちらも失敗）しても次の曲をプレイできるチャンスがある。また『14』以前の「かんたん」では無条件で2曲目を遊べる。『12.5』からはオプションを付けた状態でもできるようになった。
復活ルーレット
初出は『8』で、『10』までのイベント。「アタリ」が出るとプレイ続行となる。
復活連打
初出は『11』。『14』以前では連打でグルメを完食し、プレイを続行する形式で、上のコースほど、連打の量がより多く設定されている。新筐体版では連打する度、提灯が光る。鈴が鳴ったような音がするまで連打するとプレイ続行となる。ニジイロver.ではクリアの成否に関わらず店舗規定の曲数分遊べるようになったため廃止された。

### 楽曲
現在、収録されている楽曲は大きく分けて「特集」（ACキミドリVer.で初追加。主に東方Projectアレンジ曲やアイドルマスター曲など）「ポップス」（ACニジイロVer.でJ-POPから変更）、「アニメ」、「キッズ」「ボーカロイド™曲」（ACソライロVer.で追加）、「クラシック」、「ゲームミュージック」、「バラエティ｣、（ACニジイロVer.2020で『ゲーム&バラエティ』に統合されるもVer.2021で再び分離）、「ナムコオリジナル」の9つに分けられる。ただし、家庭用では一部ジャンルが存在しないために別ジャンルに移動している曲があったり、初期の作品では違うジャンル名が存在していたことがある。ACニジイロVer.から同じ曲が複数のジャンルに属する様になった。他社のアーケード音楽ゲームと異なり東方Projectアレンジの専用ジャンルは現在でも設けられておらず、上記の特集で代替する形になっている。初期の頃から版権曲中心のラインナップである。ゲームジャンルではナムコ作品の曲が中心であるが、他社作品の曲も収録されている。
AC各作品新曲や新筐体版のアップデート追加曲は開発日記などを通じて公表される。
基本的に楽曲選択画面でアーティスト名が表記されている曲は本人音源である事もある（「6」以前は本人音源が用いられない曲も多かった）。アレンジされていないクラシック曲には作曲者名が表記されている。例外としてアニメジャンルでは作品名が表記され、本人音源であってもアーティスト名は表示されない。ナムコオリジナルについてはアーティスト名が表記されていないことがほとんどだが、近年の新曲においてはアーティスト名が表記されていることも多くなってきている。また、稼働期間中に本人音源に差し替えられるケースもあり、たとえば『太鼓の達人 グリーンVer.』に収録されているDREAMS COME TRUEの『あなたとトゥラッタッタ♪』は2019年11月に本人音源に差し替えられている。
また、タイアップでアニメソングとなっているJ-POP曲や、タイアップでJ-POPとなっているボーカロイド曲の場合、アニメやボーカロイドではなくJ-POPに分類されることがある（例、シュガーソングとビターステップ (アニメ「血界戦線」ED曲)、前前前世(アニメ映画「君の名は。」主題歌)など）。

### オプション
基本的に重ねがけは音色+オプションのみだが、新筐体版基準作品と『ぽ〜たぶるDX』でのみ同カテゴリ以外ならオプション同士でも可能である。新筐体版ではカード使用でなければ設定できなくなったが、譜面選択時に枠が設けられ選びやすくなっている。
音色
文字通り音色を変更するモード。ACでは『11』初出。家庭用では最初からあり、隠し要素になっているものもある。新筐体版では種類ごとに特定の称号を獲得しないと使用できないが、オプション同様譜面選択時に枠が設けられている。
オート
譜面が全て自動演奏になる。(ACでは特訓モード以外では不可能、特訓モードは2018年3月14日をもって終了)
ドロン
ACでは『7』・家庭用では『五代目』初出。譜面が全て消え、文字を頼りに演奏しなければならない。ただし亞洲版ではこのモードがない。
ばいそく/さんばい/よんばい
ACでは『8』・家庭用では『六代目』初出。譜面のスクロールがそれぞれ上がる。亞洲版ではそれぞれ「二倍速」「三倍速」「四倍速」。「ニジイロ」から、1.0~2.0倍速は0.1刻みで、2.0~4.0倍速は0.5刻みで細かく設定可能となった。
あべこべ
ACでは『9』・家庭用では『七代目』初出。面とふちが全て逆になる。亞洲版では「顛倒」。
かんぺき
『六代目』初出で、家庭用のみのオプション。1つでも叩き損ねたり不可が出ると即終了しその時点でノルマに達していないとクリア失敗になる。
真打
スコア計算が一定になる。『14』では裏譜面同様モード扱いであり、タイトル画面でコマンドを入力する必要があった。一度このモードは削除されたが新筐体版ではソライロver4.03から追加され、オプション扱いとなっている。ニジイロver.で点数計算方式の一本化により廃止された。
きまぐれ/でたらめ
ACでは新筐体版・家庭用では『ぽ〜たぶるDX』初出。面とふちがランダムに入れ替わる。きまぐれは20％、でたらめは50％音符が変化する。また、「きまぐれ」と「あべこべ」を重ねがけすると、80％音符が変化する。大音符も同様。
とっくん
「Vバージョン」初出。 1つでも叩き損ねたり不可が出ると、最初に戻る。
演奏スキップ
「ニジイロ」初出。1人プレイ時のみ、使っていない側の太鼓の縁を左右交互に10回叩くと、演奏を途中で終了できる。
ボイス
「ニジイロ」初出。演奏中のどんちゃん/かっちゃんの声の有無を選択できる。
音符位置調整
音符の表示位置を微妙に右寄り/左寄りに調整できる。

## 製作

### 背景・企画
1990年代後半より、コナミから『beatmania』（1997年）や『DanceDanceRevolution』（1998年）が発売され、アーケードゲーム業界においても音楽ゲームというジャンルが確立しつつあった。ナムコでもそのようなゲームを作ろうという機運が高まった結果、まずはギターを題材をしたゲームを作ろうということになった。
その結果、ギターをテーマにしたアーケードゲームの企画が社内から4本出た。ナムコ社内で「ギター4兄弟」というあだ名で呼ばれていたこの4本の企画は、1999年に『ギタージャム』『クエスト フォー フェイム』『ウンジャマ・ラミー NOW!!』『ミリオンヒッツ』として商品化したものの、いずれも売り上げはいま一つであり、ナムコ社内の販売部署では音楽ゲームを売ろうという気持ちが失せてしまった。
そんな中、中館賢らのチームは、知名度や叩くことの楽しさから和太鼓を題材としたゲームの企画を上層部に持ち込んだ。「ギター4兄弟」の失敗や、従来の楽器シミュレーションとしては新鮮味に欠けるなどの理由から、音楽ゲームの企画に対する風当たりが強い中、中館らは和太鼓の魅力や間口の広さなどから従来の音楽ゲームとは異なると主張していた。
当時ナムコの常務だった石川祝男は2019年の記事の中で、開発スタッフの相談を受けて読んだ本作の企画が面白いと感じ、担当部署に試作機の開発を命じたことを明らかにしている。ロケーションテストとして試作機を置いたところ、思いのほか評判がよく、開発を進めることが決まった。

### 開発
「誰でも楽しく和太鼓をたたく」というコンセプトで本作の開発が始まり、その一環としてコントローラを太鼓にした。
開発チームはコントローラとなる太鼓のボリューム感を出したり、判定の要となるセンサーの精度や叩き心地に影響する太鼓の面の調整に腐心した。
加えて、従来のアーケードゲームでも普通に遊んでいるうちに部品が壊れてしまうのに、バチで叩いたらさらにこわれやすくなってしまうため、誤って太鼓以外のところをバチで叩いても壊れないようにする工夫も凝らされた。
基本的に太鼓で完結された本作の操作体系には煩わしさが指摘されることはあるものの、本作のビジュアルアートディレクターである笹岡武仁は「バチをおいてボタン操作、という動作はユーザーに手間を感じさせてしまう。今後、どのような進化を遂げたとしても、和太鼓で完結という点にはこだわっていきたい」と2013年のインタビューの中で話している。
本作の画面構成やセッティングは企画の段階から製品化の間に試行錯誤を重ねた結果、大幅に変化していった。
開発当初は、お祭りということで褌を締めた人間の男性をメインキャラクターに据える予定だったが、一般受けしないだろうということで方針が変更された。
そこへ、プロジェクトと無関係のデザイナーが「太鼓星人」というキャラクターを提案し、そこから和田どん・かつの兄弟というキャラクターへと発展した。さらに、昭和の下町のような雰囲気を出すため、お祭りとも関連付ける形で彼らの居候先が東京都の糀谷に設定された。加えて、キャラクター性に深みを持たせるため、「北陸の太鼓職人によって作られた」といった裏設定が付与された。設定の考案にかかわった笹岡は、家庭用作品のミニゲームやオープニング・エンディングに向けて映像を作るとき、これらの背景設定があると作りやすいと、2019年の忍者増田とのインタビューの中で話している。筐体のデザインを手掛けた矢野享も、「そういった意味では、本作のプロジェクトは、すごく心に余裕があったんだと思う（笑）。[中略]本作のプロジェクトは、若い子が集まって楽しく世界観を膨らませていったイメージがあります。」と振り返っている。
他に製品版に採用されなかった案としては、ぬいぐるみの中にコントローラを入れて叩いたり、タイミングよく太鼓をたたくと歌詞が生成されるといったものがあった。

### 選曲
当時の音楽ゲームはゲーム専用のオリジナル楽曲で遊ぶという傾向があったのに対し、幅広い年代層に受け入れられるようにするため、様々なジャンルからどの年代でも知られている楽曲が取り入れられた。シリーズ初期作品ではヒットチャートやカラオケでのヒット曲を参考にして曲を選んできたが、時代を経るにつれ、YouTubeでの再生数なども判断材料として取り入れられた。ただし、ヒット曲だけではありきたりになるため、開発陣の感性や先見性などから取り入れられたケースもある。また、日本文化への理解が深まったことから、日本国外のユーザーにも楽しんでもらえるようVOCALOIDやアニメソングなども積極的に収録されるようになった。
シリーズの初期作品にはオンライン機能はなく、数か月おきにROMを交換する必要があったことに加え、権利者との交渉もあったため、収録曲はいつもぎりぎりの段階で決まっていた。その後オンラインアップデートに対応した筐体に切り替わったことで最新の楽曲を届けやすくなった一方、今度はアップデートが延々と続くようになってしまった。また、家庭用シリーズの総合プロデューサーを務める上田彩乃は2024年のインタビューにて、アーケード版または家庭用シリーズのどちらかが先に収録されるかは楽曲によると述べており、双方が相談して同時に実装する場合もある。
譜面の作成は曲が決まった後に行われる。譜面の作り方は担当者によって異なり、最も目立つ楽器のパートを太鼓に置き換える者もいれば、太鼓のパートを追加したうえで最高難易度の譜面から作る者もいる。また、アーケード版の開発統括兼プロデューサーを務める江藤裕平は、譜面作成者のひとりである増渕裕二からの質問に答える形でターゲットを明確にすることを心掛けていると話しており、たとえば、スーパー戦隊シリーズの主題歌の譜面では、子どもが遊ぶことを想定して、難易度を控えめにし、素直でたたきやすいリズムでまとめると説明している。

### ロケーションテスト・商品化
最初のロケーションテストで多くの客が集まり、2回目のロケーションテストで初めて商品化に進めることとなった。「太鼓の達人」という題名は社長の中村雅哉が命名し、題字は書道の経験のある矢野が手掛けた。また、2000年に稼働していたプライズマシン『料理の達人』と合わせ、本作は達人シリーズの1つに組み込まれた。
実際に開発された際はコナミがジャレコに対して提起した「VJ」をナムコ系列のゲームセンターから撤去させる裁判の影響から、太鼓の達人の開発が終わり、一作目が発売された後はナムコとコナミに関する「ギタージャム」の差し止めをめぐる裁判で和解した7か月後であった。しかし、2012年初頭まではナムコ、セガに関しては（初音ミク Project DIVA Arcadeなどを除き）音ゲーの新作の開発を自粛する傾向にあったため、ナムコにおいて太鼓の達人だけが長寿シリーズになるきっかけとなった。

### コラボレーション
本作は様々な作品や団体とコラボレーションを重ねており、たとえば、バンダイから発売されたPS2用ソフト『仮面ライダー響鬼』には、同作の主題歌2曲が遊べる『太鼓の達人スペシャルバージョン』が同梱されたほか、『龍が如く5　夢、叶えし者』といった他社作品においても本作がミニゲームとして収録されるケースもあった。
また、マクドナルドとは複数回コラボレーションを行っており、2012年には「マックでDS」というサービスを通じて『太鼓の達人 ラルコとタッチdeバトル』が配信されたことに加え、ハッピーセットの一環としてニンテンドー3DS用ソフト『太鼓の達人 ちびドラゴンと不思議なオーブ』の限定コンテンツが販売された
2014年にはスマートフォン向けアプリ『太鼓の達人』のミニゲームがハッピーセットの一環として発売された。
また、同年、他社の音楽ゲームとの合同企画である「ゲームミュージックトライアングル」と「天下一音ゲ祭 全国一斉認定大会」が行われた。
このうち春に行われた「ゲームミュージックトライアングル」はタイトーの『グルーヴコースター』（アーケード版）、セガの『maimai GreeN PLUS』と合同で、3社の人気作品の楽曲をリミックスし、それぞれの筐体で配信するという内容である。一方、夏に行われた「全国一斉認定大会」は、全日本アミューズメント施設営業者協会連合（AOU）加盟企業の店舗にある「ゲームミュージックトライアングル」に参加した3機種およびコナミの『jubeat saucer fulfill』に課題曲（既存曲3曲+4機種ごとの新曲1曲、計7曲）を配信し、その演奏スコアを競う内容である。

#### アイドルマスターシリーズとのかかわり
アイドルマスターシリーズとは幾度かコラボレーションを行っており、WiiやWii U版の太鼓の達人でもアイドルマスターの作品がそれらの媒体でリリースされていないにもかかわらず、楽曲や演出に登場したケースがある。2015年には本作のシステムを用いた『アイドルマスター マストソングス』が発売されたほか、
『アイドルマスター シンデレラガールズ』には、2017年3月14日のアップデートにて本作のシステムをもとにした「どんどこパラダイス」が追加されるなど、本作に関連した施策が取られた。加えて、『スターライトステージ』では、本作を初出とする「エンジェル ドリーム」が本作のアイドルたちによりカバーされた。その後、同楽曲は2017年4月26日に太鼓の達人イエローVer.に逆輸入された。「エンジェル ドリーム」は「PROJECT IM@S 3.0 VISION」の一つであるアイドルコンテンツプロジェクト『vα-liv』の上水流宇宙によってもカバーされている。

## AC現行筐体

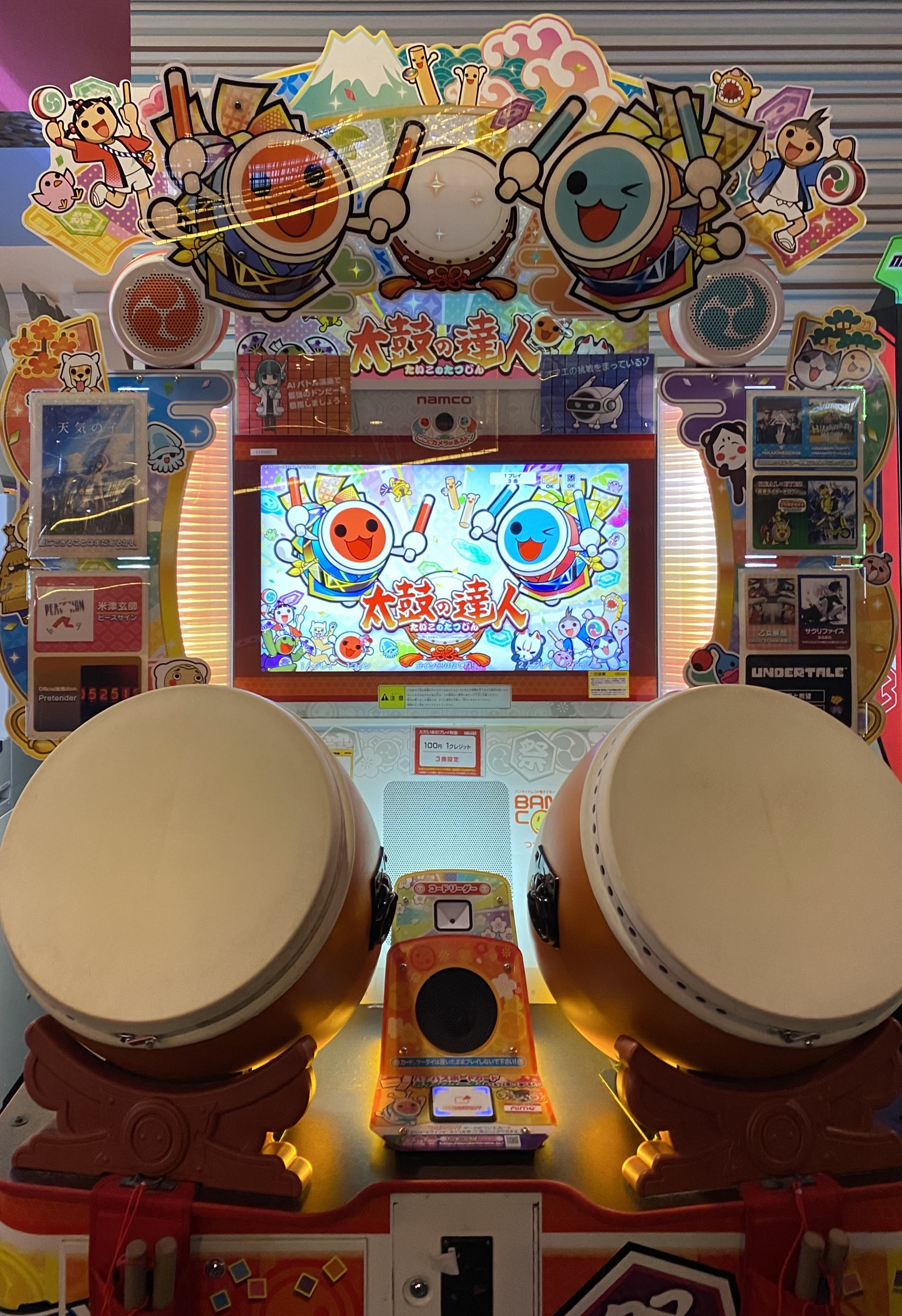
太鼓の達人 ニジイロVer.の筐体。2020年5月26日に岐阜県某所で撮影

2020年3月24日稼働。通称「"新"新筐体（新筐体2）版」または「AC16」。新筐体から外装内装ともに換装し、モニター・QRコード読み取り装置などが交換・追加された。基板がPS3仕様のSYSTEM357からPC仕様のSystem BNA1に変わり、ゲーミングモニターのような本格仕様の120fpsに対応してより滑らかな動作が出来るようになった。
アップデートの変更内容はアップデート日前後に公式ブログで告知される。現在の最新バージョンは「ニジイロVer.2025」。バージョンはデモ時の画面左上に表示されている(2025年4月現在V58.11)。
2025年4月現在1135曲（隠し曲46曲、双打曲11曲、期間限定曲4曲を含む）収録されており、そのうち236曲に裏譜面がある。
2024年11月には北米でも稼働を開始した。

### 『新筐体シリーズ』からの変更点
選曲画面が横書き形式に変更され、リザルト画面、オプション等に新要素が追加された。
はやさオプションが「2倍(ばいそく)」「3倍(さんばい)」「4倍(よんばい)」の3種類から「1.1倍」～「1.9倍」、「2.5倍」、「3.5倍」が加わって15種類に増え、判定位置の調整も可能になった。
1人プレイの際に使用していない方の太鼓の縁を10回叩くことで演奏を強制終了する「演奏スキップ機能」が追加された。
ノルマクリアに失敗した際の復活連打が廃止され、設定された曲数必ずプレイできるように変更された。
ごほうびショップがリニューアル。名称が「どんメダルショップ」に変更され、かつメダル廃止に伴い「かつメダルごほうびショップ」及び「称号パーツガシャ」は廃止となった。なお、かつメダルで解禁できた要素のうち、楽曲は常駐解禁となったが音色ときせかえは一時獲得不可能となった。これに伴い、ドンだー広場からショップにアクセスしてアイテムを解禁することができなくなった。
プレイ後に獲得直後の称号やきせかえを付け替えるかどうかを選ぶことが出来るようになった。
筐体内スコアランキングが廃止された。（需要があれば復活の可能性があるとのこと。）
お気に入りフォルダの曲数が10曲から30曲に拡張。
縁を素早く叩いてフォルダを閉じるコマンドが廃止された。
1人プレイの際、2P側の太鼓を使用してもネームプレートに「1P」と表示されるようになった。
演奏中に自己ベストを更新した時にスコアの下に「自己ベスト更新」と表示されるようになった。
虹色の新王冠「ドンダフルコンボ王冠」が登場した。ドンダフルコンボ、すなわち「全良」を達成すると入手できる。
グリーンVer.までドンだー広場内のみで確認できたものが、筐体に逆輸入された。
スコアの計算式が大幅に見直され、新しい指標であるスコアランクが導入され、達成率がより分かりやすくなった。
粋(白色) > 粋(銅色) > 粋(銀色) > 雅(金色) > 雅(桜色) > 雅(紫色) > 極(虹色)の全7段階。
段位道場の魂ゲージの条件が独立するとともに、連打条件&楽曲ごとの条件というスタイルになった。段位道場における強制譜面分岐が廃止され、残り音符数表示もされなくなった。
双打譜面が「【双打】楽曲名」として別楽曲扱いになり譜面も全難易度用意された。
これらは総合成績には含まれず、楽曲単体のみで記録が残るようになった。
バンダイナムコパスポート（旧：バナパスポート）を使用すると着せ替えの変更ができない仕様になった。
楽曲ジャンルの見直しが行われ、一部の楽曲が複数ジャンルに振り分けられた。

### ニジイロVer.2020アップデート（2020年3月24日稼働　全873曲）
旧作→旧筐体、旧筐体→新筐体同様に、約10年ぶりの超大型アップデートとなる。
ジャンル「ゲームミュージック」と「バラエティ」が統合され「ゲーム&バラエティ」となった。同様に「J-POP」が「ポップス」へ変更、「どうよう」が廃止されて「キッズ」が追加された。
筐体カメラ機能がQRコード機能に置き換わったため、「おすすめ」フォルダが廃止された。
かけあい（2人用）譜面のうち、1人プレイ時と2人プレイ時で最大コンボ数が異なる譜面について、コンボ数の差をなくす対応がとられた。

### ニジイロVer.2021アップデート（2021年3月25日稼働　全926曲）
ドンだーひろばに「WWランキング」が新規追加され、「世界」「日本」「登録した都道府県別」で各譜面のランキングが見られるようになった。
ジャンル「ゲーム&バラエティ」が再び「ゲームミュージック」と「バラエティ」に分かれた。
この変更に伴い、一部の曲のジャンル振り分けが見直され、以前（AC15）のものに近くなった。
シリーズ20周年を記念し、『太鼓 de タイムトラベル』と題した企画が行われた。
時代をモチーフにした楽曲が毎月追加された。テーマとなった時代は順に、 2021年→2010年代→2000年代→1990年代→1980年代→1970年代→1960年代→江戸時代→平安時代→縄文時代→2765年→2022年となっている。
2021年4月6日をもって日本版とアジア版のプレイデータが統合された。同日23時をもって、おサイフケータイを新規でバナパスポートカードとして使い始める機能が停止され、カードからおサイフケータイへのデータ移行もできなくなった。
6月30日から「むずかしさで選ぶ」機能が復活。かつてのものとは違い、裏譜面も指定できるようになった。

### ニジイロVer.2022アップデート（2022年3月16日稼働、全1014曲）
バナパスポートがバンダイナムコパスポートへ名称を変更した。
6月1日午前2時をもって、おサイフケータイの利用してのプレイができなくなった。
段位道場十段ではナムコオリジナル以外の楽曲では初の「Aragami」（バラエティジャンル）が三曲目に就任した。
段位道場の外伝段位が従来の配信形式から、挑戦する都度お題のQRコードを読み取る形式に変わって復活。
従来とは違って外伝限定の称号は登場しなくなり、成績が記録に残らなくなった。
楽曲公募では「初採用枠」が新設。採用11曲のうち、10曲がこの初採用枠による採用だった。
12月21日のV35.11アップデートで総曲数が1000を超え、4桁の大台に乗った。
「ホロライブ」や「電音部」との大規模なコラボが行われ、多くの関連楽曲が追加された。

### ニジイロVer.2023アップデート（2023年3月22日稼働、全1064曲）
エイプリルフール企画として「青春の達人」モードが4月の間だけ実装された。
一部楽曲のジャンルが変更された。
2つのジャンルのうち片方が削除されたり、1つのジャンルだった曲にジャンルが追加されたりした。
AC最多コンボ譜面がAC14以来12年半ぶりに更新された。
ニジイロVer.アップデートに伴って削除されていた双打譜面が一部復活。
ホワイトVer.以来以来8年ぶりにラブライブ!シリーズの楽曲が収録され、曲自体の著名さもあり大きな話題となった。

### ニジイロVer.2024アップデート（2024年3月13日稼働、全1132曲）
ワンピースのTVアニメ25周年を記念してドンダフルフェスティバルと共に大規模なコラボが行われた。
世界大会開催を記念して達人3曲目に大会課題曲の新規裏譜面が採用された。

### ニジイロVer.2025アップデート（2025年3月26日稼働）
エイプリルフール企画として「襲来！闇のマキナ」モードが6月まで実装中。(現在は終了している)

## AC新筐体
2011年11月16日稼働。通称「新筐体版」または「AC15」。従来より筐体の縦幅や太鼓の面積が小さくなり、基板がSYSTEM357・画面が32インチ液晶モニターに変更され、照明は全てLEDになった。選曲画面や演奏時画面のデザインも大幅に変更されている。旧筐体時代には作品名にナンバリングが付いていたが、新筐体版移行後にリセットされた。バナパスポートに対応した。

### 『太鼓の達人14』からの変更点
バナパスポートカードを使用してプレイすると「どんポイント」が貯まり、一定数ごとに楽曲・衣装の特典が貰える。最高到達点は30000pであり、それに到達すると集計時のアイコンがどんの顔に変更される。イエローVer.からは、「どんポイント」は廃止され、「どんメダル」「かつメダル」が代わりに実装された。ニジイロVer.からは、「かつメダル」は廃止された。またカード使用時の名前が5文字までで入力できる（未使用時は1P側が「どんちゃん」・2P側が「かっちゃん」となる）。また、湾岸ミッドナイト等で既に使用されているバナパスポートに関しては、予めランダムなひらがなの組み合わせで名前が付いている。
PC・携帯電話・スマートフォン対応連動サイトである「ドンだーひろば」が開設された（閲覧にはカード使用でのプレイが必要）。カード内のデータ閲覧や名前・どんの衣装（きせかえ）の変更などができる。登録者ランキングは全国・都道府県別に分類されており最高10000人が表示される。
総合成績画面がポイントの集計に変更され、腕前評価は1クレジットでのどんポイント獲得量によるものになった。各筐体のスコアランキング、選曲ランキング、デモプレイ時の譜面コース別順位及び新曲紹介は廃止された。
なお、各筐体のスコアランキングはキミドリVer.のVer.6.12へのアップデート（2014年11月18日実施）でランキング枠3つとなって復活した。また、コンボが繋がり100コンボに達すると、コンボボーナスとして10000点を獲得出来るようになり、その後も100コンボごとにボーナス10000点が付く。『14』までは、連打1つ300点だったが、100点に変更された（ただしふうせん連打、くすだま連打による得点は、連打1つ300点のままである）。ニジイロVer.へのアップデートによって、ボーナス10000点及びふうせん連打、くすだま連打の300点配点は廃止され、これらの連打は1つにつき一律100点になった。

### 1期アップデート（2011年11月16日稼働 全90曲）
楽曲配信及びシステム調整の他、2012年4月のアップデートでは称号システムが実装された。KATSU-DON移行後も楽曲配信などが未移行筐体用に実施されている。
魂ゲージにあった「ノルマ」表記は「クリア」に変わった。
成績発表で、魂到達で「大成功」、ノルマ達成で「上手に演奏できた」、クリアに到達していない場合クリアの半分以上なら「あとちょっと！おしかった」、半分以下なら「もう少し頑張ろう」となる。
選曲時間が120秒→100秒へ短縮された。
Ver3.13に称号が実装。特定のプレイをすることで貰える。カード使用時に獲得するとどんポイントが少し増え、特典が付く場合もある。獲得称号はどんポイント集計時に発表され、称号の種類によっては曲別の発表後に総合発表画面が出る。後述のドンチャレとは違い基本的に期限付きではない。

### KATSU-DONVer.アップデート（2012年7月25日稼働 全116曲）
筐体のPOPや画面のデザイン・演出が変更され、腕前評価やカード未使用時のポイント集計画面表示が廃止された。また筐体画面の上部にカメラが搭載された。
公式サイトもKATSU-DON仕様となり、ドンだーひろばがリニューアルされ、後述の「ドンチャレ」用ページが開設された。
段位道場が期間限定で追加された。
称号が種類によって色が変わるようになった（通常称号→木目｡限定称号や一部の称号パーツ→虹色｡フルコンボ､ONE PEACE FILM GOLDコラボ称号､王冠獲得数､挑戦状勝利/連勝､大会入賞数､前バージョン達人以外の段位称号パーツ→金色｡段位道場の最高段位の称号パーツ､公式大会優勝者/ファイナリスト→紫色｡なお最高段位は「ソライロVer.」では十段､それ以降は達人）。
Ver1.03にドンチャレが実装。参加にはドンだーひろばに登録する必要がある。毎月課題が10～11種類用意され、8種類達成で楽曲・10種類達成で称号（月によっては楽曲付き）が解禁される。解禁楽曲は先行プレイ可能となるだけで、翌月1日には通常解禁となる。
:一方で称号は未達成の場合獲得することができず、称号獲得で貰える楽曲も獲得できない。

### ソライロVer.アップデート（2013年3月13日稼働 全180曲）
2回目となる大規模アップデート。通称『ソライロVer.』と呼ばれており、本バージョン以降は、アップデートごとに変更されるイメージカラーがそのままバージョン名として表記されるようになる。
ジャンルに「ボーカロイド™曲」が追加された。
「真打」がバナパスポートカード使用者のみ復活した。
VOCALOID以外の合成音声を使用した楽曲（UTAU使用曲）が初めて追加された。

### モモイロVer.アップデート（2013年12月11日稼働 全221曲）
3回目となる大規模アップデート。通称『モモイロVer.』と呼ばれている。
バージョン名にちなんで、ももいろクローバーZとのコラボレーションを開始。
本バージョンから、段位道場に最高段位の『達人』が追加された。
エントリー時間が100秒→50秒に短縮された。
2014年1月15日には、東方Projectアレンジ曲が追加された（その後2月19日にも3曲追加）。

### キミドリVer.アップデート（2014年7月16日稼働 全287曲）
4回目となる大規模アップデート。通称『キミドリVer.』と呼ばれている。
曲を選んだ際に太鼓の達人の登場人物が登場し、曲名が表示されるようになった。ドンだーひろばでは、『お気に入りの曲』フォルダが作られた（お気に入りの曲はドンだーひろばで設定した後に筐体で表示される）。5曲まで。難易度おにの裏譜面が青鬼となり、表譜面との区別がしやすくなった。
アーケード版では本バージョンよりレーベルの統一化に伴い、それまでの「ナムコ」レーベルから「バンダイナムコゲームス」レーベルへと変更された(筐体の画面上部のレーベルは変更なし)。
10月29日、11月18日のアップデートで第一回天下一音ゲ祭の課題曲が一部店舗で配信された（その後2015年2月16日にすべての店舗で配信）。
特集の曲に関しては他の登場人物が登場するようになった（例：東方Projectアレンジ曲では博麗霊夢等が登場する）。
1月29日のアップデートにてどんちゃん（かっちゃん）の横に現れる「ぷちキャラ」が登場した。アイドルマスター シンデレラガールズや、東方Projectのコラボなどで手に入れたキャラクターを付けることができる。

### ムラサキVer.アップデート（2015年3月11日稼働 全368曲）
5回目となる大規模アップデート。通称『ムラサキVer.』と呼ばれている。
成績発表の時にどんの吹き出しが表示されたあと一定時間すると消えるようになった。また、筐体内ランキングの位置が変更された。お気に入りフォルダが5曲から10曲に増えた。デフォルトで使用する音色を設定できるようになった。
段位道場に『玄人』、『名人』、『超人』が追加された。
アイドルマスター10周年および太鼓の達人15周年を記念した大規模なコラボイベントが行われ、楽曲の追加やぷちキャラ、きせかえの配布などが行われた。
10月15日、11月26日のアップロードにて第二回天下一音ゲ祭の曲が一部店舗で収録された（10月15日は太鼓の達人の課題曲、11月26日はシンクロニカからの移植曲であり、課題曲）。その後、ホワイトVer.のアップデート日、2016年2月23日に一般配信。

### ホワイトVer.アップデート（2015年12月10日稼働 全480曲）
6回目となる大規模アップデート。通称『ホワイトVer.』と呼ばれている。
左上のコードネームの所が縦並びから横並びになった。筐体中央に設置されていた、収録曲リストの小冊子配布が廃止された。
2月25日のアップデートで、「むずかしさからえらぶ」が実装された。その後、5月25日のアップデートで、「特訓モード」が実装された（特訓モードは電子マネー「バナコイン」でプレイ可能であった）。
「太鼓の達人 ドンだー！世界一決定戦2016」が開催され、それに伴い公募曲や殿堂入りアーティストによる発注曲が追加された。
「ラブライブ!」との大規模なコラボが行われ、関連楽曲やぷちキャラが追加された。

### レッドVer.アップデート（2016年7月14日稼働 全616曲）
7回目となる大規模アップデート。通称『レッドVer.』と呼ばれている。
11月15日のアップデートで段位道場に段位の昇段とは関係のない「外伝」が登場した。
第3回天下一音ゲ祭が開催され、書き下ろし曲やSOUND VOLTEXからの移植曲などが追加された。

### イエローVer.アップデート（2017年3月15日稼働 全648曲）
8回目となる大規模アップデート。通称『イエローVer.』と呼ばれている。
どんポイントや、お買い物ポイントが廃止になり、代わりとしてゲーム内やドンだーひろばで使えるどんメダル、ドンだーひろばで使えるかつメダルが登場する。どんメダルはごほうびが入れ替わる度に所持量がリセットされ、かつメダルは10000枚まで所持できる。
ドンチャレが廃止された。
コンボ数表示が10コンボから3コンボに変更された。
8月8日のアップデートにより、二人プレイ専用モード「いっしょにワイワイ演奏」が追加された。それに伴い演奏画面の一部表示が変更になった。また、そのモードでのみ2人のノルマクリアゲージが統合された。
第4回天下一音ゲ祭が開催され、SOUND VOLTEX、CHUNITHM、グルーヴコースター、本作の曲が相互収録された。

### ブルーVer.アップデート（2018年3月15日稼働 全731曲）
9回目となる大規模アップデート。通称『ブルーVer.』と呼ばれている。
特訓モードが廃止され､演奏バトルモードが2018年6月27日のアップデートで追加された。このモードではバナパスポートカードが必要なほか、プレイ曲数は筐体設定に依存する。
第5回天下一音ゲ祭が開催され、SOUND BOLTEX、CHUNITHM、グルーヴコースター、本作の曲が相互収録されたほか、maimaiにも本作の曲が追加された。
ストーリーモードを取り入れた理由について、開発の中心人物の一人である江藤裕平はスコアだけに寄らない楽しみ方を提案するために取り入れたとファミ通とのインタビューの中で述べている。

### グリーンVer.アップデート（2019年3月14日稼働 全781曲）
10回目となる大規模アップデート。通称『グリーンVer.』と呼ばれている。
｢演奏バトルモード｣が廃止され、2019年6月27日に一人プレイ限定モード「AIバトルモード」が実装された。同モードはプレイヤーのランクに合わせて自動演奏を行う｢AIどん｣とバトル演奏をする内容であり、曲によって定められた区間数の中でより多く勝利した方がバトル演奏に勝つことができる。勝利数によって、曲やきせかえなどのごほうびを入手できたり、特定の難易度で連勝するとランクを上げることが出来る。プレイ時にバナパスポートカードが必要なことや、プレイ曲数は筐体設定に依存する点は｢演奏バトルモード｣と同じだが、演奏バトルモードと異なり各難易度の細分化がないため、プレイデータが記録される。
モードの入れ替えを行った理由について、開発の中心人物の一人である江藤裕平はストーリーモードが演奏から離れた部分の要素だったため、うまくいかなかったのだろうとファミ通とのインタビューの中で推測している。
BMS楽曲が多数収録された（もぺもぺ等）。
星10譜面追加数歴代一位（35譜面）を記録した。

## AC旧筐体

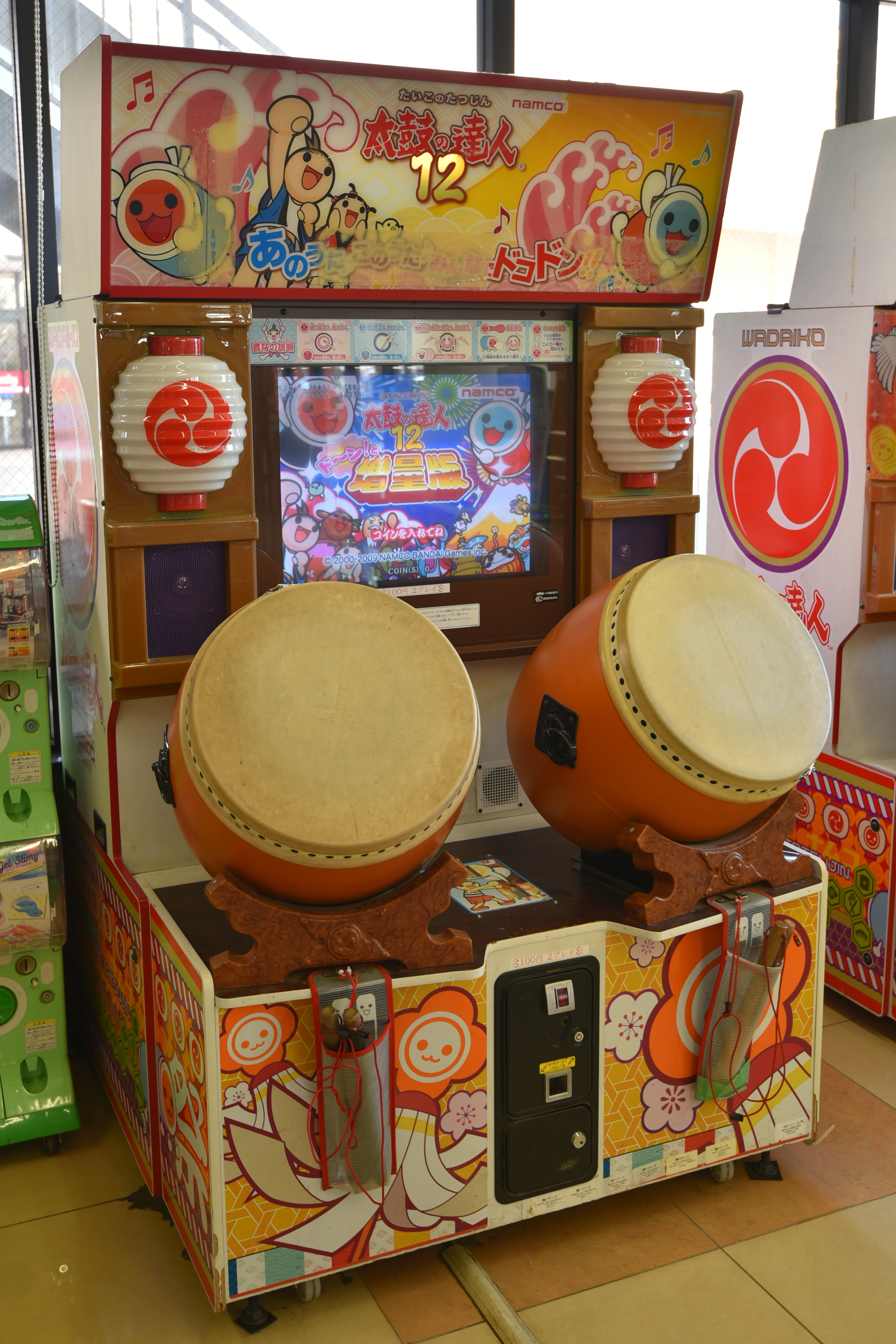
アーケードゲーム版の旧筐体。アップライト筐体に組み込まれているモニターはCRT（ブラウン管）で、両わきにスピーカがマウントされている。この写真でバンドルされている作品は『太鼓の達人12 ド〜ン!と増量版』。

### 作品一覧（リニューアル前）
初期作品では演奏中、和田どん、もしくは和田かつが出す吹き出しの漫符の設定が異なり、クリアのノルマラインを超えると「!!」マークを出していたり、一定コンボ数でミスをすると渦マークを出すようになっていた。
太鼓の達人13までの筐体の修理サポートは、部品調達難に伴い、2017年10月をもって終了した。また、太鼓の達人14の筐体の修理サポートも、部品調達難に伴い、2018年6月をもって終了した。
太鼓の達人（2001年2月21日稼働 全25曲）
本作で初の作品。システム基板はSYSTEM10であり、この作品が初の採用となっている。
難易度は「かんたんコース」「ふつうコース」「むずかしいコース」の3種類である。なお、当時むずかしいは「ドンだフル！」（現「おに」）コース級のレベルであった。
「むずかしいコース」コース2曲クリア時に流れるエンディングテーマは「ハロー!どんちゃん」。
「太鼓の達人」シリーズ内で唯一ボイスが無く、コンボ数も太鼓の部分への表示が無かった。
太鼓の達人2（2001年8月6日稼働 全36曲）
キャラクターにボイスがついた。オープニングでは登場キャラクターに名称が付けられているが、一部のキャラクター名称の表記がされなかった。
すべての曲を選択できる「ドンだフル！コース」が登場した。
むずかしいの難易度が★×5→★×7へ拡大した。
「ふつうコース」の★×5、「むずかしいコース」の★×7は1曲目では選択不可。
「むずかしいコース」以上2曲クリア時に流れるエンディングテーマは「どんちゃん音頭」。
太鼓の達人3（2002年3月15日稼働 全44曲）
2人プレイ時に遊べる「バトル」が登場した。一部の踊り子キャラクターデザインとメンバー構成が変更された。
コース選択画面にて、「ドンだフル！コース」の位置が「むずかしいコース」の右側から「かんたんコース」の左側に移動した。
かんたんの難易度が★×3→★×5に、ふつうの難易度が★×5→★×6まで拡大した。
譜面が3連符刻みに対応した。
ゲキ連打音符（現ふうせん音符）が登場した。
プレイヤーエントリー画面、コース選択画面、演奏曲選択画面、演奏画面、成績発表画面、総合成績発表画面のデザイン・レイアウトがマイナーチェンジされた。
他作品からのゲストキャラクターが登場するようになった。
オープニングテーマは「虹色・夢色・太鼓色」。ACではこの作品のみオープニングテーマが存在する。家庭用の『初代』でも「虹色・夢色・太鼓色」が流れるが、アニメーション演出が豪華になっている。
「むずかしいコース」以上を2曲クリアした時に流れるエンディングテーマは、1P側は「どんちゃん」版、2P側は「バチお先生」版の「どんちゃん絵描き唄」。二人同時プレイで、「むずかしいコース」以上を2曲合計点数一定クリアでエンディングテーマ「太鼓の達人・愛のテーマ」が流れる。
太鼓の達人4（2002年12月12日稼働 全48曲）
「むずかしいコース」「ドンだフル！コース」で曲選択画面でハイスコアが表示されるようになった。
50・100・以降100コンボ毎にどんちゃんのアナウンスがされるようになった。このシリーズから50コンボ以降に楽譜のドン、カッなどの音符の口が動く。
この作品のみ太鼓の音色が豪華になっている。ノルマ達成時の背景変更後のアニメーションが動くようになった。
総合成績発表で貰える称号に応じて、和田どんや和田かつの衣装が変わるようになった。
「むずかしいコース」以上を2曲クリアした時に流れるエンディングテーマは「太鼓ラブ!」。
太鼓の達人5（2003年10月6日稼働 全54曲）
同一曲を複数回選択することができるようになった。
曲を選んでからコースを選択できる「曲から選ぶ!」が追加された。但しこのモードを選んだ場合「ドンだフル!」と「バトル」で遊ぶことはできない。
なおジャンルは「J-POP」「アニメ」「ナムコオリジナル」「バラエティ」の4つのみであった。
踊り子キャラの「ししまい」と「イカ」のデザインが変更された。
本作品よりよりエンディングが廃止された。
太鼓の達人6（2004年7月15日稼働 全58曲）
同作最後のSYSTEM10採用作品。
同一曲を複数回選択できるのは「曲から選ぶ!」のみとなった。
プレイヤーエントリーと総合成績発表のBGMは5と同じBGMが使用されている。
「曲から選ぶ!」のジャンルが再編成され、「アニメ」が「キッズ・アニメ」ジャンルへと変更された。
太鼓の達人RT〜日本の心〜（2004年稼働 全20曲）
高齢者や体に障害を持つ人がゲームを通じて機能の回復やトレーニング効果を得ることを目的に作られており、太鼓に低い移動式の台座を設置・握力支援ベルト付バチ使用・ゲーム内の表現を高齢者にも解り易い表現に変更（「魂ゲージ」の「魂」が「力」など）といった配慮がされている。むずかしいとおにコースは存在しない。
叩くと太鼓の音色と共に画面上に花火が打ち上がる「太鼓を叩く」モードが存在する。
楽曲は「炭坑節」「ドンパン節」「われは海の子」などの高齢者にとってなじみの深い楽曲が収録されている。
太鼓の達人6の改造キットが同梱されており、世代を超えたコミュニケーションが可能であるとしている。

### 作品一覧（リニューアル後）

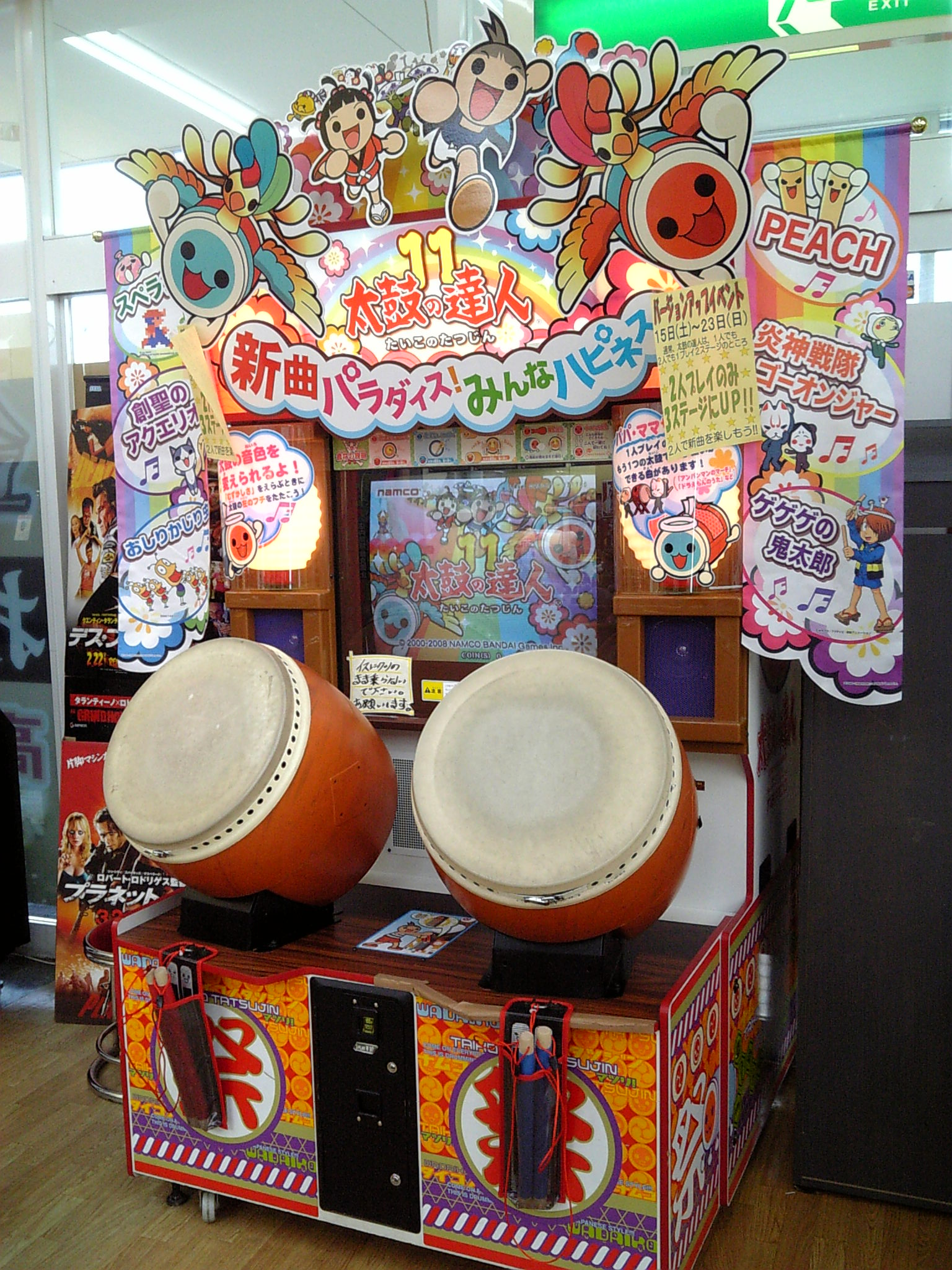
『太鼓の達人11』の筐体

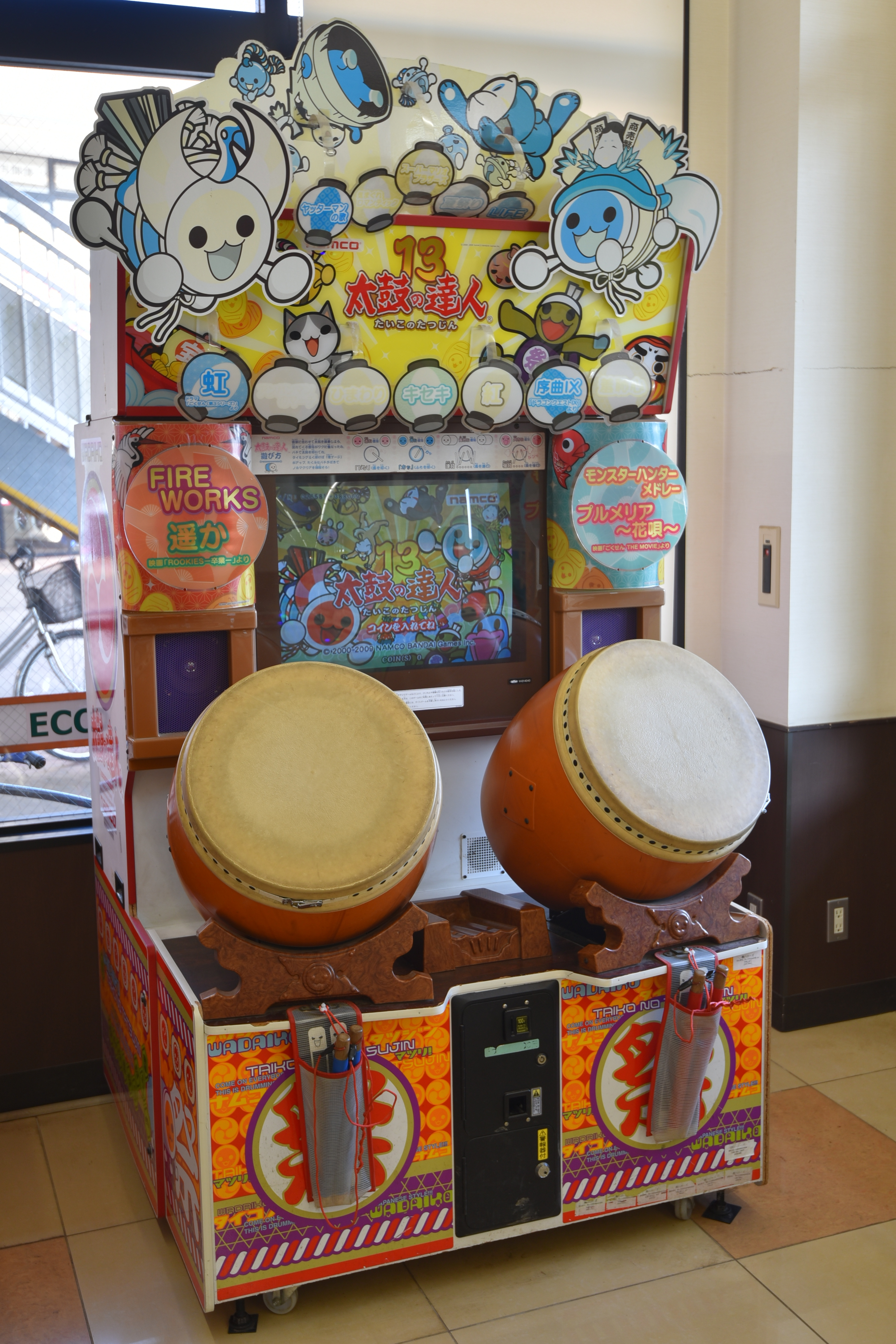
『太鼓の達人13』の筐体

システム基板がSYSTEM256に変更され、選曲画面や演奏時画面のデザインも大幅に変更されている（なお選曲画面は『9』でも変更）。また以降のこの筐体での作品は2人プレイや「おに」で1曲多く設定できるようになっている。SYSTEM256は稼働末期までインターネットへの接続機能を持たず、全市場でPS2をアーケード基板に採用した最後の筐体となった。
SYSTEM256の一連の作品はすべてデモ画面の演出が固定され、ブート直後に版権表記がまとめて表示される仕様だった。
太鼓の達人7（2005年7月15日稼働 全80曲）
キャッチコピー「ドカッと大幅リニューアル!」の通り、デザインやシステムが大幅に変更された。
「おに」や「ゴーゴータイム」、「ドロン」が登場した一方、 「ドンだフル!」と「バトル」が廃止された。
「芋音符」が登場したが、連打を終えてもタイミング良く叩かないと大きく点数が減るといった独特の仕様であった。
全曲が全コースで遊べるようになった。
総合ランキングも全コース通じて同じになり、総合得点の平均でそのクレジット時の腕前評価が決まるようになった。表記は初心者→見習い→駆け出し→修行中→一人前→玄人→名人→鉄人→達人→大達人の全10段階（当時は9段階）。なお『6』以前では合計得点による5段階だった。
細かく分けられていたジャンルが、J-POP・アニメ・童謡・バラエティ・クラシック・ナムコオリジナルの6つに統一された。この作品からどん、かつの声が山田ふしぎからならはしみきに変わった。
太鼓の達人8（2006年3月23日稼働 全90曲）
曲のジャンルに「ゲームミュージック」が追加された。また、「童謡」は「童謡･民謡」に変更された。
1曲目に限りクリアできなくてももう1曲プレイできるチャンスを実装。
譜面のスクロール速度を変更する「ばいそく」「さんばい」「よんばい」が実装された。
太鼓の達人9（2006年12月20日稼働 全100曲）
1曲ごとにコースとオプションを設定できるようになったが、「曲から選ぶ!」が廃止され、曲のソートもジャンル別のみになった。
大音符の判定枠やリザルト画面で良・可・不可の数が表示されるようになった。
「あべこべ」が実装された。
終了後にランダムで関連情報を提供する太鼓新聞が登場するようになった。
太鼓の達人10（2007年7月26日稼働 全105曲/3曲隠し）
曲選択画面で自分が選択している難易度での人気ランキングが10位まで表示されるようになった。
特定のコマンドを入力すると隠し曲が常時出現するようになった。
この時からゲームオーバー画面に「おしまい またあそんでね！」と表示されるようになり、現在も続いている。
太鼓の達人11（2008年3月18日稼働 全114曲/6曲隠し/7曲裏譜面あり）
備え付けのバチが従来よりも軽くなり、太鼓の下にバチを収納する「バチ袋」が作られた。
低年齢向けの楽曲にかぎって、1人プレイでも両方の太鼓から演奏ができ、子供と保護者で一緒に遊べる「パパママサポート」が導入された。このシステムは、「わが子が遊ぶ姿を見る分にはよいが、自分でプレイするのは恥ずかしい」という保護者からの意見をもとに、子どもが自分自身で叩いている気分を味わいつつ、横から親がこっそりサポートできるようなシステムとして導入された。
太鼓新聞が廃止された。
復活ルーレットが廃止。代わりに復活連打が実装された。
太鼓の達人12（2008年12月11日稼働 全115曲/3曲隠し/10曲裏譜面あり）
腕前評価が1人用と2人用に分かれた。
この作品のみ隠し曲は稼働から一定日数経過すると自動的に常時解禁される。
演奏中に、後述の太鼓の達人Wiiのエフェクトが加入された。
選曲時間の残り時間が99秒→120秒に変更された。
また、基板の保守性を上げるため、DVD-ROMによるゲーム起動を廃止してHDDの配布による起動に変更された。
太鼓の達人12 ド〜ン!と増量版（2009年7月14日稼働 全155曲/10(11)曲隠し/18曲裏譜面あり）
『12』の収録曲に新たに30曲以上追加された（現在前作の収録曲を全て次作に引き継いだ唯一の作品である）。 当記事では『12.5』と表記する。
1曲目でオプションを付けてプレイし失敗しても、復活連打が出来るようになった。
業務用ゲームとして初めてVOCALOID曲を収録した。
太鼓の達人13（2009年12月17日稼働 全159(161)曲/7曲隠し/19曲裏譜面あり）
ジャンルの「童謡・民謡」が「どうよう」に名称変更された。
演奏曲選択内で、右上にある制限時間があと30秒になると、アナウンスされる。
デモでオリジナル曲以外の一部新曲が紹介されるようになった（演出面は『14』でも同じ）。
2010年1月9日から3月7日にかけて日本一決定戦が開催された。「キャンパスナイトフジ」同年3月12日放送分で決勝大会の様子が紹介されている。
また、当作品の公式サイト内に黄色い達磨が存在する。この達磨を何十回かクリックすると、本作の隠し曲「黄ダルマ2000」に近い曲が再生される。
太鼓の達人14（2010年9月8日稼働 全170+5曲/13曲隠し/27+1曲裏譜面あり）
事前に公式サイトよりオリジナル楽曲の復活アンケートが行われ、上位5曲が通常収録となっている。また、最終的には隠し曲として6位から11位までの曲が収録された。
太鼓道場がTwitterに対応するようになった。この作品はマクドナルドとのコラボ曲が収録されている。
「真打モード」が登場した。基板のHDDのサイズが3.5インチから2.5インチに変更された。
太鼓の達人11 亞洲版（2008年4月25日稼働 全114曲/6曲隠し）
中国向けに制作されており、ゲーム内の音声や表記のほとんどが中国語になっている（但しJ-POPの曲名やC-POP以外の曲自体などは日本語）。
中国や台湾・香港などで稼働している。
C-POPが収録されているなど、日本版とは収録曲が若干異なる。
どんは「咚」、かつは「喀」と表記。
中国版プロデューサーのもりかわは、人気はあったもののネット環境が十分でなかったことからオンラインプレイを実装できなかったと2023年のブログ記事の中で振り返っている。
太鼓の達人12 亞洲版（2009年6月23日稼働 全145曲/2曲隠し）
『11亞洲版』同様日本版とは収録曲が多少異なる。

#### 常時解禁コマンド
『10』-『12』ではクレジット画面に曲数が表示されていれば解禁済みで、『12.5』以降は常時解禁のものにはクレジット画面右下に解禁済みマークがそれぞれ表示される。基本的な解禁方法はクレジット画面で2台ある左右のふち（実質全4ボタン）を叩いていくというものとなっている。

## 各機種版

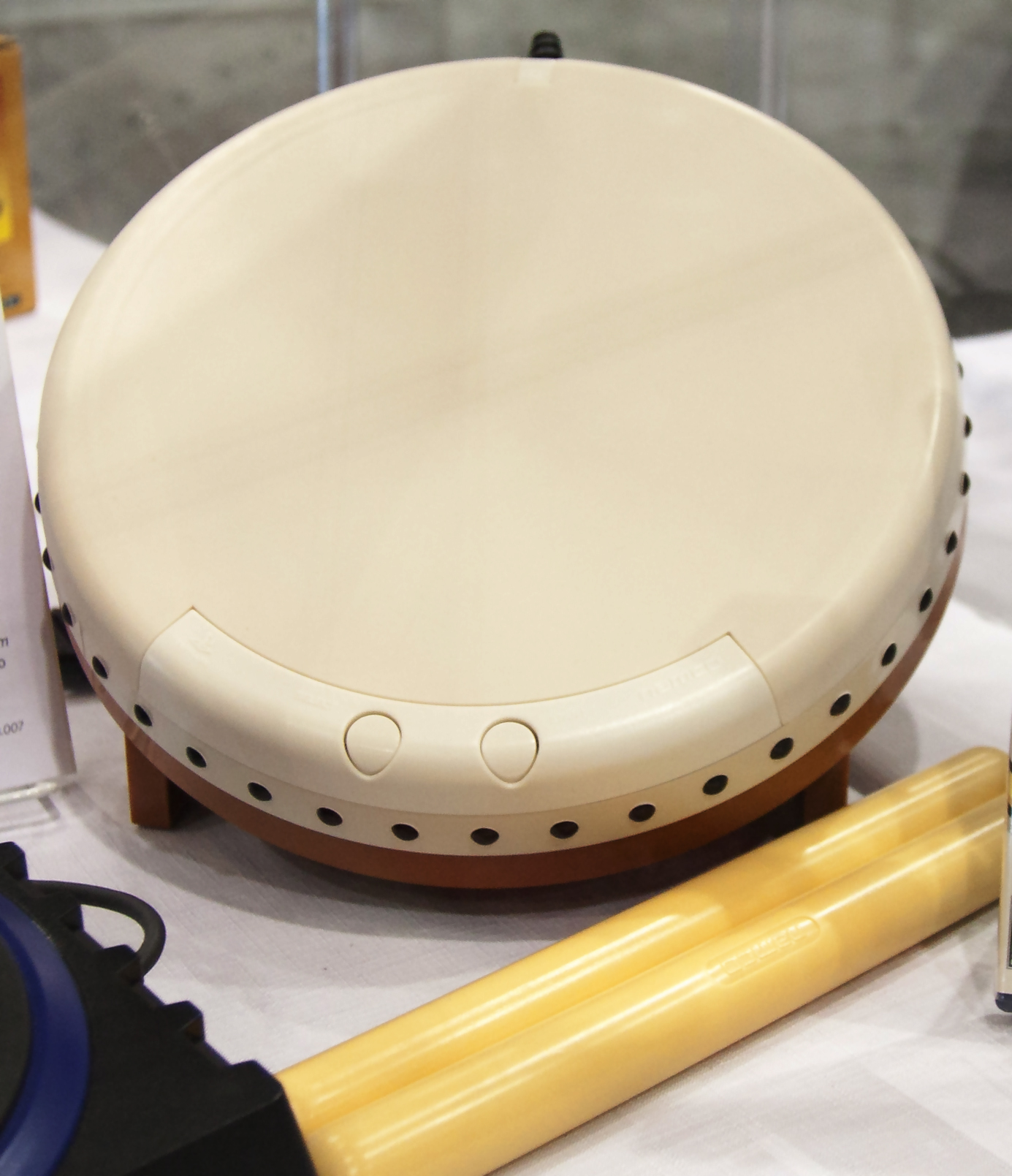
PlayStation 2ソフト『太鼓の達人』専用コントローラ「タタコン」

『太鼓の達人 あっぱれ三代目』以降のPlayStation 2においては、ナンバリングとして「○代目」という表記がなされており、『ドドンがドン』が初代、『春祭り』が二代目にあたる。
家庭用ゲーム機への展開にあたっては、業務用と並行して開発できる体制が整えられた。中館賢は後年のインタビューにて、双方のチームはフロアの近い席で作業していたことに加え、兼任する者も多かったため、双方の間で対立はなかったとしている。一方、家庭用への進出に際してセールスにかかわっていた露木雄二は同じインタビューにて、『わくわくアニメ祭り』で小さな子どもを引き付けるために収録曲をアニメに特化してほしいと頼んだところ開発チームから「そんなものを作っても売れません」と嫌がられたと振り返っている。
また、2002年10月から2003年12月までの約1年近くもの間に4タイトルとハイペースで発売されており、中館ら開発チームはおかしなスケジュールだったと振り返っている。
以降も各ハードの特性に沿った開発がすすめられた。
| タイトル                                     | 発売日および配信時期                               | プラットフォーム                          | 収録曲                                                                 | 備考 |
| -------------------------------------------- | -------------------------------------------------- | ----------------------------------------- | ---------------------------------------------------------------------- | --- |
| 太鼓の達人 タタコンでドドンがドン            | 2002年10月24日発売                                 | PlayStation 2                             | 全30曲/6曲隠し                                                         | 最初の家庭用作品。 他の作品と異なり一定の曲の選択によって隠し曲が出現する。 |
| 太鼓の達人 ドキッ!新曲だらけの春祭り         | 2003年3月27日発売                                  | PlayStation 2                             | 全34曲/5曲隠し                                                         | 曲選択画面でハイスコアが見られるようになった。 隠し曲を全て解禁することで難易度「おに」が出現する。 |
| 太鼓の達人 あっぱれ三代目                    | 2003年10月30日発売                                 | PlayStation 2                             | 全39曲/5曲隠し                                                         | この作品から○代目が付くようになり、ミニゲームも3種類から4種類に増えた。 |
| 太鼓の達人 わくわくアニメ祭り                | 2003年12月18日発売                                 | PlayStation 2                             | 全19曲/1曲隠し                                                         | 楽曲は隠し曲を除き、全てアニメソングとなっている。 |
| 太鼓の達人 あつまれ! 祭りだ!! 四代目         | 2004年7月22日発売                                  | PlayStation 2                             | 全40曲/5曲隠し                                                         | 映像やシステムが一新され、画質が上がった。 「ドンポイント」が導入され、このポイントに応じて隠し曲や隠し要素が解禁される。 アーケードモードとサバイバルモードがなくなり、フリーモードが演奏モードに変更された。 バトル要素として「わいわい太鼓合戦」が登場した（以降のPS2作品でも搭載されている）。 かんたんに★×6、ふつう★×7、むずかしいに★×8が追加された。（かんたん★×6はこの作品のみ） 全ての曲にかんたん〜おにの譜面がつくようになった。 |
| 太鼓の達人 ゴー!ゴー!五代目                  | 2004年12月9日発売                                  | PlayStation 2                             | 全45曲/5曲隠し                                                         | 「ゴーゴータイム」、「お芋音符」が登場した。 オプション「ドロン（ますたぁ）」が登場。 |
| 太鼓の達人 TAIKO DRUM MASTER                 | 2005年3月17日発売                                  | PlayStation 2                             | 全33曲                                                                 | 太鼓の達人北米版『Taiko: Drum Master』のリメイク版であり、アメリカの曲が多く収録されている。 |
| 太鼓の達人 とびっきり!アニメスペシャル       | 2005年8月4日発売                                   | PlayStation 2                             | 全40曲/4曲隠し                                                         | 楽曲はアニメソングを中心に収録されている。 |
| 太鼓の達人 わいわいハッピー!六代目           | 2005年12月8日発売                                  | PlayStation 2                             | 全48曲/5曲隠し                                                         | 芋音符を早く叩けば高得点が取れる方式に変更された。 連打の時に連打回数が出るようになった。 オプション「ばいそく」「さんばい」「よんばい」「かんぺき」が登場。 |
| 太鼓の達人 ドカッ!と大盛り七代目             | 2006年12月7日発売                                  | PlayStation 2                             | 全48曲/7曲隠し                                                         | 映像やシステムが変更され、リザルト画面と成績確認画面で、良・可・不可の個数まで表示されるようになった。 出題される演奏ゲームやミニゲームのお題をクリアしながら冒険する「わくわく冒険ランド」が登場した オプション「あべこべ」が登場。 |
| 太鼓の達人 ぽ〜たぶる                        | 2005年8月4日発売                                   | PSP                                       | 全60曲/4曲隠し/22曲DL                                                  | メモリースティック デュオを利用したネットによる曲配信サービスがあった。 好きな演奏時間を設定し、ランダムに選ばれる曲を演奏していく「連続演奏ゲーム」がある。 |
| 太鼓の達人 ぽ〜たぶる2                       | 2006年9月7日発売                                   | PSP                                       | 全106曲/5曲隠し/44曲DL                                                 | 前作でネット配信された22曲が最初から収録されている。 ストーリーモードとして「おはなしモード」が収録されている。 このシリーズのみ、面とふちの区別が無くなる（但し配点が低くなる）「どん子モード」や、譜面の好きなところを自由に叩ける「きままにドンカツ」モードがある。 前作同様、2018年1月31日をもって、再ダウンロードを含むすべてのネットワークサービスが使用不可になった。 |
| 太鼓の達人 ぽ〜たぶるDX                      | 2011年7月14日発売                                  | PSP                                       | 全180曲/2曲隠し/110曲DL/15曲裏譜面あり                                 | UMD版とダウンロード版の2種類の方式で発売された。 オプションが「速さ」「音符」「特殊」にカテゴリー化され、最高3種同時に付けられるようになった。 ストーリーモードとして、相手と演奏で勝負し陣取り合戦を行う「全国おみこしバトル」がある。 曲を数種類選択して連続で演奏する「メドレーモード」が登場。曲数は3・5・8となっている。 PSP版で初めて通信対戦で最高コンボ数など対決方法を選択できるようになった。 ネット配信でも版権曲や裏譜面が追加されるようになったが、版権曲と新しいオリジナル曲はほとんどが有料になった。 購入特典として「ポニーテールとシュシュ」のダウンロード権、予約特典として「パステルドリーム」のダウンロード権があった（ダウンロード版は発売後1週間以内に購入で予約特典が貰える）。またローソン限定の予約特典として、『THE IDOLM@STER 2』の「SMOKY THRILL」のダウンロード権（後に通常の配信となる）と着せ替えの「ローソンセット」が付属する。 2015年9月30日をもって、再ダウンロードを含むすべてのネットワークサービスが使用不可になった。 |
| 太鼓の達人 Vバージョン                       | 2015年7月9日発売                                   | PS Vita                                   | 全170曲/9曲隠し/84曲DL/17（33）曲裏譜面あり                            | ストーリーモードとして、「ドンだークエスト」が登場。 演奏オプションに「とっくん」が追加された。 家庭用で初めて東方Project楽曲が収録された。 |
| アイドルマスター マストソングス 赤盤/青盤    | 2015年12月10日発売                                 | PS Vita                                   | 全80曲/26曲隠し/12曲裏譜面あり                                         | 本作は正確には太鼓の達人のシステムを使ったアイドルマスター作品であるが、便宜上ここに記した。 |
| 太鼓の達人 セッションでドドンがドン！        | 2017年10月26日発売                                 | PlayStation 4                             | 全286曲/12曲隠し（ランクマッチごほうび）/199曲DL/12（37）曲裏譜面あり) | シリーズ初の演奏データとセッション可能。専用コントローラーも発売された。 演奏画面や選曲画面がリニューアルし、演出が従来とは違う物になり、キャラクターとのセッション演奏やインターネット対戦（ランクマッチ）が追加された |
| 太鼓の達人DS タッチでドコドン!               | 2007年7月26日発売                                  | ニンテンドーDS                            | 全35曲/6曲隠し                                                         | DS初の作品。ボタンによる操作体系に加え、DSの下画面の特定の場所をタッチすることで演奏する方式が採用された。 ワイヤレス通信を利用した最大4人までの対戦ができ、対決方法を選択できるようになった（種類はスコア・最高コンボ数・「良」の数・叩いた数）。 ゲーム中の和田どんや和田かつの着せ替えをすることができる。 決められた課題曲に挑戦していく「毎日うでだめし道場」が登場した。 |
| めっちゃ!太鼓の達人DS 7つの島の大冒険        | 2008年4月24日発売                                  | ニンテンドーDS                            | 全50曲/14曲隠し                                                        | 「道場やぶり」というRPG風のストーリーモードがある。 セーブデータ数が前作よりも減った（3つ→2つ）。 「ドンポイント」が「太鼓カウンター」に変更され、以降の家庭用作品も同様になっている。音符（連打系も含む）を叩いた数がカウントされる。 |
| 太鼓の達人DS ドロロン!ヨーカイ大決戦!!       | 2010年7月1日発売                                   | ニンテンドーDS                            | 全51曲/15曲隠し                                                        | ストーリーモードとして、「ヨーカイ大決戦」があり、「ヨーカイ大決戦」の課題演奏がクリアした瞬間終了するようになった。 「毎日うでだめし道場」が「毎日うでだめし」に、「どんのへや」が「どんちゃんのへや」に変わった。 「あんごう」（パスワード）システムが追加された。 マクドナルドで、太鼓の達人とコラボしたハッピーセットを購入する事で暗号が手に入り、ゲーム内で入力することによって、コラボ楽曲「パパマママック」が入手出来た |
| 太鼓の達人 ちびドラゴンと不思議なオーブ      | 2012年7月12日発売 2020年10月30日にDL版の配信を終了 | ニンテンドー3DS                           | 全55曲/9曲隠し/5曲裏譜面あり                                           | 3DS初の作品。 家庭用で初の新筐体版基準となっている。 ストーリーモードとして「ちびドラゴンと不思議なオーブ」がある。 新要素として「スタンプ帳」がある。様々な条件をクリアしてポイントを取得すると段位が上がり、どんの着せ替えや隠し曲・裏譜面を手に入れることができる。 |
| 太鼓の達人 どんとかつの時空大冒険            | 2014年6月26日発売 2017年5月30日にDL版の配信を終了  | ニンテンドー3DS                           | 全132曲/10曲隠し/69曲DL/11（26）曲裏譜面あり                           | ストーリーモードとして「時空大冒険」がある。 DS系統としては初の有料曲やミッションの追加ダウンロード配信が行われていた。 2023年3月28日を以て「ニンテンドーeショップ」のサービスが終了した。 |
| 太鼓の達人 ドコドン!ミステリーアドベンチャー | 2016年6月16日 2020年10月30日にDL版の配信を終了     | ニンテンドー3DS                           | 全177曲/10曲隠し/DL105曲/9（23）曲裏譜面あり                           | 3D表示が出来なくなった。ストーリーモードとして「ミステリーアドベンチャー」がある。 セーブデータ数が前作よりも減った（2つ→1つ）。 DS系統としては初の東方Project楽曲が収録されている。 2023年3月28日を以て「ニンテンドーeショップ」のサービスが終了した。 |
| 太鼓の達人Wii                                | 2008年12月11日発売                                 | Wii                                       | 全70曲/28曲隠し                                                        | Wii初の作品。 歌詞が存在する曲を選択した時、演奏中画面下に歌詞が表示されるようになった。 |
| 太鼓の達人Wii ドドーンと2代目!               | 2009年11月19日発売                                 | Wii                                       | 全70曲/25曲隠し/9曲裏譜面あり）                                        | 一部の要素は雑誌を通じた公募によって採用された |
| 太鼓の達人Wii みんなでパーティ☆3代目!        | 2010年12月2日発売                                  | Wii                                       | 全71曲/23曲隠し/10曲裏譜面あり                                         | この作品以降、Wii版では4人同時演奏が可能となる。 「七代目」以来のミニゲームモードである、「ドリームたいこランド」が登場した（こちらも4人プレイ可能）。 Wiiの作品の中で、この作品はどん、かつなどの着せ替えがない。 |
| 太鼓の達人Wii 決定版                         | 2011年11月23日発売                                 | Wii                                       | 全105曲/45曲隠し/15曲裏譜面あり                                        | 好きな箇所だけを演奏できる「つまみ食い演奏モード」やストーリーモードとなる「フウガとミライの太鼓教室」が登場した。 オリジナル楽曲を中心に過去のWii版に収録された曲が多い。 |
| 太鼓の達人Wii 超ごうか版                     | 2012年11月29日発売                                 | Wii                                       | 全105曲/45曲隠し/15曲裏譜面あり                                        | パーティモードとして「瞬間爽快!どんちゃん騒ぎ」がある。ミニゲームも復活した。 全体的なレイアウトは旧筐体のままだが、どんの動きが新筐体風になっている。また、100コンボを越えるごとに10000点が加算されるようになっている。 |
| 太鼓の達人 Wii Uば～じょん!                  | 2013年11月21日発売                                 | Wii U                                     | 全104曲/25曲隠し/34曲DL/18曲裏譜面あり                                 | Wii U初の作品。Wii U GamePadのタッチパネルでのプレイ（スマートフォンアプリ版のような操作）にも対応。 パート毎にプレイヤーが交代する「バトンタッチ演奏」モードがある。 「ぽ～たぶるDX」と同様に、有料曲と無料曲と着せ替えの追加ダウンロード配信が行われている。 2023年3月28日を以て「ニンテンドーeショップ」のサービスが終了した。 |
| 太鼓の達人 特盛り!                           | 2014年11月20日発売 2019年10月31日にDL版の配信終了  | Wii U                                     | 全121曲/44曲隠し/24曲DL/14曲裏譜面あり                                 | イントロを当てる「イントロどん♪」モードがある。 お楽しみ要素として演奏ゲームをクリアするともらえる「ドン小判」を使って、曲や着せ替えなどと引き換えができる「メカドンガシャ」がある。メカドンガシャでは全ての商品をコンプリートすると、シューティングゲームで遊ぶことが出来る。 有料曲と無料曲と着せ替えの追加ダウンロード配信が行われている。 2023年3月28日を以て「ニンテンドーeショップ」のサービスが終了した。 |
| 太鼓の達人 あつめて★ともだち大作戦!          | 2015年11月26日発売 2020年10月30日にDL版の配信終了  | Wii U                                     | 全134曲/34曲隠し/47曲DL/14(24)曲裏譜面あり                             | 「ともだち大作戦」モードがメインモードとなる。 有料曲と無料曲と着せ替えの追加ダウンロード配信が行われている。 2023年3月28日を以て「ニンテンドーeショップ」のサービスが終了した。 |
| 太鼓の達人 Nintendo Switchば〜じょん!        | 2018年7月19日発売                                  | Nintendo Switch                           | 全400曲以上/33曲隠し/313曲DL/17（59）曲裏譜面あり                      | Switch初の作品で、Joy-Conをバチに使える。HD振動、2人プレイに対応。専用コントローラーも発売（PS4版コントローラーをベースに、縁の反応や、センサーの取りこぼしといったPS4版の不満点を改善している）。 2019年5月16日には新対戦モードの「ドンカツファイト」が無料アップデートで追加された。 同年12月11日のアップデートにより、「オンラインランクマッチ」が追加された。これは、家庭用で史上初のインターネット上でのリアルタイム対戦が可能となっている。 きせかえは存在しない。また、選曲画面がニジイロVer．と同様の縦スクロールである。 |
| 太鼓の達人 ドコどんRPGパック!                | 2020年11月26日                                     | Nintendo Switch                           | 全137曲/19曲隠し/20曲裏譜面あり                                        | ニンテンドー3DS版のうち、『どんとかつの時空大冒険』 『ドコドン!ミステリーアドベンチャー』の2作を移植し、一部収録曲を差し替えたもの。 |
| 太鼓の達人 ドンダフルフェスティバル          | 2022年9月22日(Nintendo Switch版)                   | Nintendo Switch PlayStation 5 PC（Steam） | 備考欄参照                                                             | サブスクリプションによる楽曲配信を採用している。 |
| 太鼓の達人                                   | 2003年4月（iアプリ） 2003年11月20日（EZweb版）     | 携帯電話 （iアプリ Yahoo!ケータイ EZweb） | 30曲（アプリ内蔵分）                                                   | 各機種別にランキング化されており、上位100人に入ると「おに」が遊べるようになる。 |
| 太鼓の達人 人気曲ぱっく                      | 2010年2月1日配信                                   | iOS                                       | 全5曲                                                                  | |
| 太鼓の達人 人気曲ぱっく2                     | 2010年4月15日配信                                  | iOS                                       | 全5曲                                                                  | |
| 太鼓の達人+                                  | 2010年5月28日配信-2024年3月29日配信終了            | iOS                                       | 無料6曲 追加楽曲ぱっくは最大319曲（裏譜面は39曲）                      | アプリ本体は無料で、追加楽曲ぱっく（各5曲）を購入して楽曲を増やせる。無料楽曲も当初は1曲のみだったが、その後のアップデートで追加された。 『+』以外の単独アプリと同じ曲を収録した追加楽曲ぱっくも含まれるが、単独アプリ購入者も『+』内でプレイしたい場合は改めて追加楽曲ぱっくを購入する必要がある。 コラボレーションの楽曲ぱっく収録曲では専用の踊り子が登場する。 2010年11月11日の更新でBluetoothによる対戦機能が、2011年10月11日の更新で譜面分岐や演奏オプション等が追加された。 |
| 太鼓の達人RS                                 | 2010年7月23日配信-2014年3月5日配信終了             | iOS                                       | 全6曲                                                                  | 『+』のRIP SLYME関連曲（RSぱっく収録の5曲+無料配信1曲）を単独アプリとしたもの。 全て本人歌唱で、踊り子には赤塚不二夫風に描かれたRIP SLYMEのメンバーが登場する。 |
| 太鼓の達人 RPGだドン!                        | 2014年7月3日配信-2015年3月30日サービス終了         | iOS                                       |                                                                        | 基本プレイ無料のパズル要素を採り入れたRPGとなっていた。 |
| 太鼓の達人★新曲取り放題！                    | 2016年2月3日                                       | Android                                   |                                                                        | auスマートパス、docomoスゴ得コンテンツ加入者向けに配信。配信曲は無料でダウンロードできる。難易度はかんたんとふつう、また一部の機種でむずかしいにも対応している。 |
| 太鼓の達人                                   |                                                    | Android                                   | 12曲                                                                   | 005SHのみ対応でプリインストールされている。 |
| 太鼓の達人                                   |                                                    | Android                                   | デフォルト5曲。全348曲。                                               | IS05のみ対応でプリインストールされている。au-oneマーケットよりダウンロード可能。 |
| 太鼓の達人 AR妖怪バトル                      | 2011年配信 - 2016年1月31日                         | Android                                   | 5曲                                                                    | Android 2.3以上のジャイロセンサー、3D対応機種のみ対応。Google Playからインストールできる。 |
| 太鼓の達人 RHYTHM CONNECT                    | 2023年11月1日配信-2024年10月31日サービス終了予定   | iOS Android                               |                                                                        | 『+』、『PopTapBeat』とは異なり縦画面でプレイする。シリーズ初のジャケット、MVが表示される。 |
| 太鼓の達人 The Drum Master!                  | 2022年1月27日                                      | Xbox One Xbox Series X/S PC               | 70曲                                                                   | Microsoft Storeで配信。 |
| 太鼓の達人 PopTapBeat                        | 2021年4月3日                                       | Apple TV macOS iOS                        | 30曲                                                                   | Apple Arcade加入者限定。 |
| 太鼓の達人 おんがくレッスン                  | 2007年4月15日                                      | アドバンスピコ・ビーナ                    | 40曲                                                                   | 童謡を中心とした40曲が収録されており、難易度も小さな子どもが遊べるように調整されているト。 演奏モードとは別に、作曲モードやミニゲームも収録されている。 |

## 特別仕様
3Dプロジェクションマッピング 太鼓の達人
ハウステンボスにて実施された3Dプロジェクションマッピングでプレイ可能なゲーム。2014年7月5日から2018年1月28日までの間、会場内スリラーシティKirara側運河沿いの壁、幅53m×高さ11mの大画面でプレイできる。またプレイ中に建物が歪んだり崩れたようにみえるなど3Dプロジェクションマッピングならではの演出映像も見られる。
さらに、ゲームセンター版太鼓の達人では期間限定だったドラゴンスピリットメドレーが収録。3Dプロジェクトマッピングを行う前の間は、200円1曲にてプレイが出来る。バナパスポートの使用は不可。
太鼓の達人 VRだドン！
2019年より東京のVR施設MAZARIAにて、VR空間でプレイできるアトラクション（パークでは「アクティビティ」と呼んでいる）。後の7月19日からは、大阪でかつて営業していたVRZONE OSAKAにおいても運営を開始した。HMDと専用に開発された「バチコン」を装着し、前方から飛んでくる音符を直接バチコンで叩くことで演奏する。「ドン」と「カッ」の違いは音のみで叩き方は同じ。「連打」や「手つなぎ音符」（2本のバチコンで同時に叩く）もある。曲は2020年現在で5曲（「千本桜」「色は匂えど」「夏祭り」「天国と地獄」「エンジェルドリーム」）。難易度は「かんたん」「ふつう」「むずかしい」から選べる。1曲プレイ1,000円（フリーパスポート対象）。公式ブログにVRアトラクション開発時のこぼれ話も掲載されている。これらの設置場所は2か所とも閉場したが、2022年12月に福岡のキャナルシティ博多にある「バンダイナムコ Cross Store博多」内に開設された「VR ZONE Portal BNCS HAKATA」でプレイ可能となっている。

## キャラクター
3DS版のキャラについては
本作は、太鼓をモチーフとしたキャラクターの和田どんと和田かつの兄弟に加え、様々なキャラクターが登場する。

## クレイアニメ版
2005年4月4日よりキッズステーションにて、クレイアニメを放送、DVD全4巻。監督はこぐまあつこ。

### キャスト
- 鉄炮塚葉子（和田どん、和田かつ、メカドン）
- 服巻浩司（バチお先生）
- 西原久美子（大魂様）
- 芳野日向子（どん子）

### DVD
- 『あつまれの巻』・『わいわいの巻』（2006年4月28日発売）
- 『とびっきりの巻』・『ハッピーの巻』（2006年5月26日発売）

## YouTubeアニメ版
2021年11月16日よりYouTube「太鼓の達人 公式チャンネル」にてショートアニメが配信されている。製作はPlott。2024年6月10日から9月9日までTOKYO MXで放送された。
キャスト
- どんちゃん - 城内由茄子
- コタロウ - 粕谷大介
- ヤマト、フア - 永井真里子
- シド、レミ - ふじたまみ

各話リスト（テレビ版）
| 話数 | サブタイトル                                         | 放送日  |
| ---- | ---------------------------------------------------- | ------- |
| 1    | ゲーセンでお泊まりしてみたドン！                     | 6月10日 |
| 2    | 注射なんて絶対打たないドン！                         | 6月17日 |
| 3    | 筋トレをしすぎるとどうなるのカッ！                   | 6月24日 |
| 4    | 太鼓昔話 どん太郎のおに退治                          | 7月01日 |
| 5    | 和田イヌって普段何をしているのカッ？                 | 7月08日 |
| 6    | 灼熱部屋VS極寒部屋、本当にツラいのはどっちなのカッ？ | 7月15日 |
| 7    | 見られてる…？                                        | 7月22日 |
| 8    | ドッペルゲンガーに出会うとどうなるのカッ             | 7月29日 |
| 9    | 朝5時に散歩ねだるドン                                | 8月05日 |
| 10   | みんな赤ちゃんになったらどうなるのカッ               | 8月19日 |
| 11   | 寿司を握って太鼓上達！ …するのカッ？                 | 8月26日 |
| 12   | 前人未踏!? 巨大迷路から脱出するドン！                | 9月02日 |
| 13   | 捨て太鼓とアイドル。                                 | 9月09日 |

## 関連商品

### 絵本
太鼓の達人 たいこえほん
2009年3月13日に講談社より発売。太鼓の音とメロディが出る。
太鼓の達人 たいこあそびえほん
2015年8月7日に講談社より発売。太鼓の音とメロディが出る。

### 漫画
太鼓の達人
『コミックボンボン』2003年12月号より2005年12月号でおおのじゅんじによる作画で連載された。内容は4コマ漫画で、一時期オールカラーで連載された。コミックス化されている。
太鼓の達人 DS
『ファミ通DS+Wii』別冊付録「ファミ2コミック」で2007年11月号より2009年2月号まで牧野靖弘による作画で連載されたストーリー漫画である。
太鼓の達人 Wii
『ファミ通DS+Wii』別冊付録「ファミ2コミック」で2009年3月号より2011年2月号までおぎのひとしによる作画で連載されたストーリー漫画である。
太鼓の達人 毎日がお祭り日和
『ファミ通DS+Wii』「ファミ2コミック」で2011年3月号より神楽つなによる作画で連載されたストーリー漫画である。

### 小説
太鼓の達人 3つの時代へタイムトラベルだドン!
2016年4月15日に角川つばさ文庫より発売。著者は前田圭士、挿絵はささむらもえる。

### サウンドトラック
サウンドトラックCDはタイトルごとではなく、基本的に数年に一度のペースで発表されてきたが、2018年には8枚連続で発売された。
楽曲がほかのアルバムに再録されるケースもあり、たとえばNintendo Switch版に収録されたザ・ぷー&おやつカンパニーの「おまえブタメン！」は、ザ・ぷーのアルバム『コレナニ』に再録されたほか、マモル（nhhmbase）と武井麻里子のユニット・まりんべーすの「ほうかご☆マジシャン」は、武井のミニアルバム「マルチタスクガール」に再録されている。
また、『太鼓の達人Wii 超ごうか版』と『太鼓の達人 ちびドラゴンと不思議なオーブ』は、BGM集がiTunesにて配信されている。
2023年3月24日には、バンダイナムコエンターテインメントが自社サウンドレーベル「Bandai Namco Game Music」の一部門として、本作専門のレーベル「WADIVE RECORD」を立ち上げ、その第一弾としてオミコシスターズ feat. Ponchi♪の「スキに理由はいらないじゃん!」を配信した。また、2024年には「WADIVE RECORD」発のメディアミックスとして「WADIVERSE」が展開された。

#### 太鼓の達人 レッド/ブルー
2003年4月23日に日本コロムビアより『太鼓の達人 レッド』と『太鼓の達人 ブルー』が2枚同時に発売された。同一名の前述の新筐体のバージョンとは一切関係がない。レッドはアニメソングのカバーを中心に収録されている一方、ブルーはJ-POPのカバーを中心としている。これに加えて、アーケード第一作で使用された「ゴーゴー・キッチン」や、PS2用ソフト『太鼓の達人 タタコンでドドンがドン』の主題歌「虹色・夢色・太鼓色」など、ナムコオリジナル曲も収録されている。
| 出典： |                                                   |                        |                                               |                   |                     |       |
| #      | タイトル                                          | 作詞                   | 作曲                                          | 編曲              | うた                | 時間  |
| 1.     | 「太鼓ラブ!」                                     | 三角由里               | 三角由里                                      | 三角由里          | 山田ふしぎ          | 02:33 |
| 2.     | 「ハリケンジャー参上!」                           | 及川眠子               | 池毅                                          |                   |                     | 01:29 |
| 3.     | 「おどるポンポコリン」                            | さくらももこ           | 織田哲郎                                      |                   |                     |       |
| 4.     | 「ハロー!どんちゃん」                             | 三角由里               | 三角由里                                      | 三角由里          | 三角由里            | 02:00 |
| 5.     | 「おさかな天国」                                  | 井上輝彦               | 柴矢俊彦                                      |                   |                     | 01:33 |
| 6.     | 「どんちゃん音頭」                                | 三角由里               | 三角由里                                      | 三角由里          | 三角由里            | 01:50 |
| 7.     | 「どんちゃんえかき歌」                            | 弓達公雄 渡邊有希子    | 増渕裕二                                      | 増渕裕二          | 山田ふしぎ          | 01:51 |
| 8.     | 「ドラえもんのうた」                              | 楠部工                 | 菊池俊輔                                      |                   |                     | 01:44 |
| 9.     | 「DANCE!おジャ魔女」                              | もりちよこ             | 小杉保夫                                      |                   |                     | 02:07 |
| 10.    | 「太陽もヤッパッパー」                            | 三角由里               | 三角由里                                      | 三角由里          |                     | 01:58 |
| 11.    | 「結婚行進曲」                                    |                        | フェリックス・メンデルスゾーン                | 椎名豪            |                     | 01:53 |
| 12.    | 「エリンギのエクボ」                              | 三角由里               | 増渕裕二                                      | 増渕裕二          | 佐藤美香            | 02:18 |
| 13.    | 「ルパン三世のテーマ'78」                         |                        | 大野雄二                                      |                   |                     | 03:22 |
| 14.    | 「翔べ!ガンダム」                                 | 井荻麟                 | 渡辺岳夫                                      |                   |                     | 01:45 |
| 15.    | 「アイアイ」                                      | 相田裕美               | 宇野誠一郎                                    |                   |                     | 01:56 |
| 16.    | 「ドドドドドンだフル!」                           | 三角由里               | 三角由里                                      | 三角由里          | 小田一行            | 01:58 |
| 17.    | 「ガッチャマンの歌」                              | タツノコプロ企画文芸部 | 小林亜星                                      |                   |                     | 01:45 |
| 18.    | 「タッチ」                                        | 康珍化                 | 芹澤廣明                                      |                   |                     | 01:17 |
| 19.    | 「たのしい太鼓道場」                              | 自営山                 | 自営山                                        | 自営山            | 山田ふしぎ 菅沼久義 | 01:46 |
| 20.    | 「ドラえもん音頭」                                | 藤子不二雄             | 菊池俊輔                                      |                   |                     | 01:52 |
| 21.    | 「ゼビウス体操」                                  | 中館賢                 | 慶野由利子 大野木宜幸                         | 三角由里          | 矢野義人            | 02:02 |
| 22.    | 「クラシックメドレー (運動会編)」                 |                        | ロッシーニ ビゼー オッフェンバック エルガー   | 増渕裕二 辰田朋子 | 山田ふしぎ 菅沼久義 | 02:09 |
| 23.    | 「クラシックメドレー (ロック編)」                 |                        | ベートーヴェン チャイコフスキー ビゼー バッハ | 増渕裕二          |                     | 01:55 |
| 24.    | 「太鼓のマーチ」                                  |                        |                                               | 増渕裕二          |                     | 02:39 |
| 25.    | 「ウィリアム・テル序曲」                          |                        | ジョアキーノ・ロッシーニ                      | 椎名豪            |                     | 01:59 |
| 26.    | 「「交響曲第九番」より」                          |                        | ベートーヴェン                                |                   |                     | 02:04 |
| 27.    | 「ハム太郎 とっとこうた」                         | 河井リツ子             | 河井リツ子                                    |                   |                     | 01:29 |
| 28.    | 「アンパンマンのマーチ」                          | やなせたかし           | 三木たかし                                    |                   |                     | 01:59 |
| 29.    | 「オフ♨ロック」                                   | 三角由里               | 三角由里                                      | 三角由里          | 渡邊有希子          | 02:00 |
| 30.    | 「風雲!バチお先生」                               |                        | 椎名豪                                        | 椎名豪            |                     | 02:09 |
| 31.    | 「サザエさん一家」                                | 林春生                 | 筒美京平                                      |                   |                     | 01:26 |
| 32.    | 「サタデー太鼓フィーバー」                        | 三角由里               | 三角由里                                      | 三角由里          | Micazo              | 02:00 |
| 33.    | 「太鼓の達人ドドンがレッドメドレー (太鼓音入り)」 |                        |                                               |                   |                     | 13:16 |

| 出典： |                                                             |                                                    |                              |          |            |       |
| #      | タイトル                                                    | 作詞                                               | 作曲                         | 編曲     | うた       | 時間  |
| 1.     | 「虹色・夢色・太鼓色」                                      | 弓達公雄                                           | 椎名豪                       | 椎名豪   | 高橋洋子   | 02:03 |
| 2.     | 「ここにいるぜぇ!」                                         | つんく♂                                            | つんく♂                      |          |            | 01:28 |
| 3.     | 「夏祭り」                                                  | 破矢ジンタ                                         | 破矢ジンタ                   |          |            | 02:08 |
| 4.     | 「ゴーゴー・キッチン」                                      | 三角由里                                           | 三角由里                     | 三角由里 | 三角由里   | 02:05 |
| 5.     | 「亜麻色の髪の乙女」                                        | 橋本淳                                             | すぎやまこういち             |          |            | 02:21 |
| 6.     | 「traveling」                                               | 宇多田ヒカル                                       | 宇多田ヒカル                 |          |            | 02:01 |
| 7.     | 「LOVEマシーン」                                            | つんく♂                                            | つんく♂                      |          |            | 01:55 |
| 8.     | 「ミニモニ。ジャンケンぴょん！」                            | つんく♂                                            | つんく♂                      |          |            | 02:00 |
| 9.     | 「ミニモニ。テレフォン！ リンリンリン」                     | つんく♂                                            | つんく♂                      |          |            | 02:14 |
| 10.    | 「マッピー音頭」                                            | 中館賢                                             | 大野木宜幸                   | 三角由里 | 渡邉良子   | 01:37 |
| 11.    | 「きよしのズンドコ節」                                      | 松井由利夫                                         | 水森英夫                     |          |            | 01:30 |
| 12.    | 「平成太鼓街道 〜バチの女〜」                               | 自営山                                             | 自営山                       | 自営山   | 石河直子   | 01:21 |
| 13.    | 「ラブユー☆どんちゃん」                                     | 不明                                               | 岡部啓一                     | 岡部啓一 | 黒澤かおり | 01:58 |
| 14.    | 「TRAIN-TRAIN」                                             | 真島昌利                                           | 真島昌利                     |          |            | 02:32 |
| 15.    | 「シーソーゲーム 〜勇敢な恋の歌〜」                         | 桜井和寿                                           | 桜井和寿                     |          |            | 01:31 |
| 16.    | 「PIECES OF A DREAM」                                       | 麻生哲朗                                           | 藤本和則                     |          |            | 02:06 |
| 17.    | 「ラブリーX」                                               | 矢野義人                                           | 大野木宜幸                   | 三角由里 | 矢野義人   | 02:05 |
| 18.    | 「Mr.Moonlight 〜愛のビッグバンド〜」                       | つんく♂                                            | つんく♂                      |          |            | 01:40 |
| 19.    | 「ガッツだぜ!」                                             | トータス松本                                       | トータス松本                 |          |            | 02:17 |
| 20.    | 「クラシック 新世界より」                                   |                                                    | アントニン・ドヴォルザーク   | 中鶴潤一 |            | 02:27 |
| 21.    | 「Taiko Session 〜Live Version〜」                          | 自営山                                             | 自営山                       | 自営山   | 自営山     | 01:36 |
| 22.    | 「ソーラン節」                                              | 北海道民謡                                         | 北海道民謡                   |          |            | 02:02 |
| 23.    | 「炭坑節」                                                  | 福岡県民謡                                         | 福岡県民謡                   |          |            | 01:37 |
| 24.    | 「太鼓侍」                                                  |                                                    | 増渕裕二                     | 増渕裕二 |            | 02:11 |
| 25.    | 「ジンギスカン」                                            | Ralph Siegel Bernd Meinunger                       | Ralph Siegel Bernd Meinunger |          |            | 01:42 |
| 26.    | 「YOUNG MAN (Y.M.C.A.)」                                    | Henri Belolo Victor Wills あまがいりゅうじ（訳詞） | Jacques Morali               |          |            | 01:17 |
| 27.    | 「Yeah! めっちゃホリディ」                                  | つんく♂                                            | つんく♂                      |          |            | 01:58 |
| 28.    | 「明日があるさ」                                            | 青島幸男                                           | 中村八大                     |          |            | 02:08 |
| 29.    | 「地獄の太鼓事典」                                          |                                                    | 三角由里                     | 三角由里 | 矢野義人   | 01:46 |
| 30.    | 「July 1st」                                                | 浜崎あゆみ                                         | CREA (浜崎あゆみ) D・A・I    |          |            | 02:04 |
| 31.    | 「大切なもの」                                              | 北川けんいち                                       | 北川けんいち                 |          |            | 01:39 |
| 32.    | 「君に、ロマンティック。」                                  | 矢野義人                                           | 矢野義人                     | 矢野義人 | 佐野電磁   | 01:38 |
| 33.    | 「太鼓の達人ドドンがブルーメドレー (太鼓音入り)」(特別収録) |                                                    |                              |          |            | 16:02 |

#### 太鼓の達人 とびっきり！アニメスペシャル 大熱唱! 歌祭り
『太鼓の達人 とびっきり！アニメスペシャル 大熱唱！ 歌祭り』は、2005年8月24日発売に発売されたサウンドトラックである。
収録曲のうち、「響け！太鼓の達人」（リミックス版）、「合体！ドンレンジャーロボ 」、「きっと もっと ずっと」、「マジンガーZ」(『太鼓の達人』版)の4曲は、歌唱担当者である水木一郎のアルバム『ゲーマーANIKI完全攻略〜水木一郎ゲームソングコレクション〜』に再録された。
| [ 94 ] |                                          |                   |                     |                             |                                  |       |
| #      | タイトル                                 | 作詞              | 作曲                | 編曲                        | うた                             | 時間  |
| 1.     | 「響け!太鼓の達人」                      | 小田一行          | 神前暁 小田一行     | 神前暁                      | 水木一郎 堀江美都子 影山ヒロノブ | 04:07 |
| 2.     | 「リブルとラブルのマジカルファンタジー」 | 大上昌子          | 大野木宜幸          | 大上昌子                    | 堀江美都子                       | 03:18 |
| 3.     | 「ドリルファイター ゴーゴーDigDug」      | 貝田由里子        | 慶野由利子 自営山   | 自営山                      | 影山ヒロノブ                     | 02:57 |
| 4.     | 「L・O・V・E」                           | 大久保博 yura     | 大久保博 戸室仁人   | 大久保博                    | 宍戸留美                         | 01:57 |
| 5.     | 「BE THE ACE」                           | 安川正吾          | 岡部啓一            | 岡部啓一                    | 泰勇気                           | 01:49 |
| 6.     | 「未知への鍵」                           | 中村恵            | 佐々木宏人 小沢純子 | 佐々木宏人                  | 土屋実紀                         | 03:45 |
| 7.     | 「マジンガーZ」                          | 東文彦            | 渡辺宙明            | 渡辺宙明                    | 水木一郎                         | 01:49 |
| 8.     | 「魔法使いサリー」                       | 山本清            | 小林亜星            | 小林亜星                    | 堀江美都子                       | 01:08 |
| 9.     | 「CHA-LA HEAD-CHA-LA」                   | 森雪之丞          | 清岡千穂            | 山本健司                    | 影山ヒロノブ                     | 01:32 |
| 10.    | 「かつとマリ子の絵かきうた」             | 小田一行          | 高橋みなも          | 高橋みなも                  | ならはしみき                     | 01:51 |
| 11.    | 「Happy & Peace」                        | yura              | 西込加久見          | 西込加久見                  | 谷本貴義                         | 01:33 |
| 12.    | 「合体!ドンレンジャーロボ」              | LindaAI-CUE       | LindaAI-CUE         | LindaAI-CUE 増渕裕二 神前暁 | 水木一郎                         | 03:36 |
| 13.    | 「ワンダーモモーイ」                     | 桃井はるこ        | 弓達公雄 桃井はるこ | manzo                       | 桃井はるこ                       | 04:06 |
| 14.    | 「きっと もっと ずっと」                 | LindaAI-CUE       | 岡部啓一            | 岡部啓一                    | 水木一郎 堀江美都子 影山ヒロノブ | 03:18 |
| 15.    | 「和太鼓戦隊ドンレンジャー」             | LindaAI-CUE       | 三角由里            | 三角由里                    | 谷本貴義                         | 02:08 |
| 16.    | 「恋文2000」                             | 前田浩一朗        | LindaAI-CUE         | LindaAI-CUE                 | 落合祐里香                       | 02:04 |
| 17.    | 「タ・コ・タ・イ・コ」                   | 大上昌子          | 大上昌子            | 大上昌子                    | ならはしみき                     | 01:58 |
| 18.    | 「おはよう!太鼓サマー」                  | 三角由里          | 三角由里            | 三角由里                    | 谷本貴義                         | 02:19 |
| 19.    | 「今夜はホーミー」                       | 矢野義人          | 矢野義人            | 矢野義人                    | 落合祐里香                       | 02:12 |
| 20.    | 「今日のご飯は太鼓盛り!」                | 佐竹伸也 三角由里 | 三角由里            | 三角由里                    | ならはしみき                     | 02:02 |
| 21.    | 「ダジャレ de オシャレ」                 | 中館賢 矢野義人   | 矢野義人            | 矢野義人                    | 谷本貴義                         | 02:24 |
| 22.    | 「さいたま2000」                         | LindaAI-CUE       | LindaAI-CUE         | LindaAI-CUE                 | 山田ふしぎ                       | 01:53 |
| 23.    | 「虹色・夢色・太鼓色」(ロングバージョン) | 弓達公雄          | 椎名豪              | 椎名豪                      | 高橋洋子                         | 04:35 |

#### 太鼓の達人 オリジナルサウンドトラック「サントラ2008」
『太鼓の達人 オリジナルサウンドトラック「サントラ2008」』は、2008年5月21日に発売されたサウンドトラックであり、アーケード版『太鼓の達人10』と『太鼓の達人11』および家庭用ソフトである『太鼓の達人DS　タッチでドコドン！』と『めっちゃ！太鼓の達人DS　7つの島の大冒険』で使用された曲を中心に収録されている。
| 出典： |                                                |                     |                                                  |                   |                                                                                    |       |
| #      | タイトル                                       | 作詞                | 作曲                                             | 編曲              | うた                                                                               | 時間  |
| 1.     | 「七色ハーモニー」                             | 大上昌子            | 大上昌子                                         | 大上昌子          | 今井麻美                                                                           | 01:52 |
| 2.     | 「どん子のファーストデート」                   | 安川正吾            | 岡部啓一                                         | 岡部啓一          | 黒澤かおり                                                                         | 02:00 |
| 3.     | 「うなぎのたましいロック」                     | 安川正吾            | 岡部啓一                                         | 岡部啓一          | 岡部啓一                                                                           | 02:28 |
| 4.     | 「シャイニング65」                             | 矢野義人            | 矢野義人                                         | 矢野義人          | 矢野義人                                                                           | 01:57 |
| 5.     | 「キミにタッチ!」                              | 大上昌子            | 大上昌子                                         | 大上昌子          | 大上昌子                                                                           | 01:24 |
| 6.     | 「われら無敵のドコン団」                       | 加来量一            | 加来量一                                         | 加来量一 増渕裕二 | たかはし智秋                                                                       | 01:55 |
| 7.     | 「太鼓乱舞」                                   |                     | 増渕裕二                                         | 増渕裕二          |                                                                                    | 01:43 |
| 8.     | 「闇の魂」                                     | 矢野義人            | 矢野義人                                         | 矢野義人          | 三角由里（コーラス） 山本由貴子（コーラス） LindaAI-CUE（コーラス） 渡辺量（奇声） | 01:50 |
| 9.     | 「メカデス。」                                 | LindaAI-CUE         | 増渕裕二                                         | 増渕裕二          | 増渕裕二                                                                           | 02:04 |
| 10.    | 「MAKEDON 〜宇宙に消えたメカ太鼓〜」           | 弓達公雄            | 椎名豪                                           | 椎名豪            | 三角由里                                                                           | 01:32 |
| 11.    | 「ラ・モレーナ・クモナイ」                     | 三角由里            | 三角由里                                         | 三角由里          | 三角由里                                                                           | 02:29 |
| 12.    | 「軽いざわめき」                               | 矢野義人            | 三角由里                                         | 三角由里          | Micazo                                                                             | 01:56 |
| 13.    | 「リンダは今日も絶好調」                       | 三角由里            | 三角由里                                         | 三角由里          | 三角由里                                                                           | 01:47 |
| 14.    | 「エゴエゴアタクシ」                           | 中川浩二            | 中川浩二                                         | 中川浩二          | 中村繪里子#1                                                                       | 02:07 |
| 15.    | 「エンジェル ドリーム」                        | 高満洋子            | 岡部啓一                                         | 岡部啓一          | 高満洋子                                                                           | 02:23 |
| 16.    | 「PaPaPa Love」                                | 遠山明孝            | 遠山明孝                                         | 遠山明孝          | 蟹プリンス                                                                         | 01:35 |
| 17.    | 「The Carnivorous Carnival」                   |                     | 遠山明孝                                         | 遠山明孝          |                                                                                    | 01:50 |
| 18.    | 「季曲 〜Seasons of Asia〜」                   |                     | 詹勳偉                                           | 詹勳偉            |                                                                                    | 02:31 |
| 19.    | 「きょうはたいこ曜日」                         | 三角由里            | 三角由里                                         | 三角由里          | 三角由里                                                                           | 01:30 |
| 20.    | 「冒険日和」                                   | 矢野義人            | 大上昌子                                         | 大上昌子          | Ayako                                                                              | 01:54 |
| 21.    | 「くもまでとどけ!」                            | 大上昌子            | 大上昌子                                         | 大上昌子          | ならはしみき                                                                       | 01:34 |
| 22.    | 「伝説の祭り」                                 | 久保賢一朗 大上昌子 | 大上昌子                                         | 大上昌子          | RUMI (J-Rap)                                                                       | 02:48 |
| 23.    | 「ヌムジカac.10」                              |                     | おおがみ                                         | 大上昌子          |                                                                                    | 02:07 |
| 24.    | 「STAGE 0.ac11」                               |                     | 増渕裕二                                         | 増渕裕二          |                                                                                    | 02:14 |
| 25.    | 「スポーツダイジェスドン 〜Fill In The Sky〜」 |                     | 中鶴潤一                                         | 中鶴潤一          |                                                                                    | 02:34 |
| 26.    | 「ドラゴンスピリットメドレー」                 |                     | 増渕裕二                                         | 増渕裕二          |                                                                                    | 02:34 |
| 27.    | 「大打音」                                     |                     | 細江慎治                                         | 大上昌子          |                                                                                    | 02:09 |
| 28.    | 「バーニングフォースメドレー」                 |                     | 川元義徳                                         | 増渕裕二          |                                                                                    | 02:26 |
| 29.    | 「シンフォニック モトス」                      |                     | 中潟憲雄                                         | 田島勝郎          |                                                                                    | 02:06 |
| 30.    | 「バベルの塔」                                 |                     | 中潟憲雄                                         | 高田龍一          |                                                                                    | 01:50 |
| 31.    | 「サンダーセプターメドレー」                   |                     | 中潟憲雄                                         | 濱本理央          |                                                                                    | 02:06 |
| 32.    | 「KAGEKIYO 源平討魔伝メドレー」                |                     | 中潟憲雄                                         | 増渕裕二          |                                                                                    | 02:28 |
| 33.    | 「ドルアーガの塔メドレー」                     |                     | 小沢純子                                         | 内田哲也          |                                                                                    | 01:58 |
| 34.    | 「ブルちゃんのおやつ」                         | 松田泰昭            | 松田泰昭                                         | 三角由里          | 石田実緒 金子智充                                                                  | 02:03 |
| 35.    | 「ナムコットメドレー」                         |                     | 甲斐敏夫 慶野由利子 大野木宜幸 小沢純子 川田宏行 | 大上昌子          |                                                                                    | 01:52 |

| #   | タイトル                                | 作詞                   | 作曲 | 編曲        | うた                   | 時間  |
| --- | --------------------------------------- | ---------------------- | --- | ----------- | ---------------------- | ----- |
| 1.  | 「画竜点睛」                            |                        | 西込加久見                                                                                                   | 西込加久見  |                        | 01:42 |
| 2.  | 「真・画竜点睛」                        |                        | 西込加久見                                                                                                   | 西込加久見  |                        | 01:53 |
| 3.  | 「月下美人」                            |                        | 西込加久見                                                                                                   | 西込加久見  |                        | 02:14 |
| 4.  | 「黒船来航」                            |                        | 西込加久見                                                                                                   | 西込加久見  |                        | 02:00 |
| 5.  | 「百花繚乱」                            |                        | 西込加久見                                                                                                   | 西込加久見  |                        | 02:14 |
| 6.  | 「エリンギのエクボ」                    | 三角由里               | 増渕裕二 | 増渕裕二    | 佐藤美香               | 02:15 |
| 7.  | 「ねこくじら」                          | 三角由里               | 増渕裕二 | 増渕裕二    | 佐藤美香               | 02:20 |
| 8.  | 「スクロール・ミカ」                    | 三角由里               | 増渕裕二 | 増渕裕二    | 佐藤美香               | 02:42 |
| 9.  | 「ダイエット・パダライス」              | 小田一行 増渕裕二      | 増渕裕二 | 増渕裕二    | 佐藤美香               | 01:33 |
| 10. | 「クレーンシティ」                      | 三角由里               | 増渕裕二 | 増渕裕二    | 佐藤美香               | 02:04 |
| 11. | 「わすれなぐさ」                        | 三角由里               | 増渕裕二 | 増渕裕二    | 佐藤美香               | 01:47 |
| 12. | 「卓球de脱臼」                          | 矢野義人               | 矢野義人 | 矢野義人    | 金太                   | 02:03 |
| 13. | 「デザート de 焼肉 (サハラ編)」         |                        | 山本由貴子                                                                                                   | 山本由貴子  |                        | 02:24 |
| 14. | 「おもちでマンボ」                      | 小田一行               | 柿埜嘉奈子                                                                                                   | 柿埜嘉奈子  | 金子智充               | 02:05 |
| 15. | 「さいたま2000」                        | LindaAI-CUE            | LindaAI-CUE                                                                                                  | LindaAI-CUE | 山田ふしぎ             | 01:52 |
| 16. | 「ケチャドン2000」                      | LindaAI-CUE            | LindaAI-CUE                                                                                                  | LindaAI-CUE | LindaAI-CUE            | 01:41 |
| 17. | 「恋文2000」                            | nul-g                  | LindaAI-CUE                                                                                                  | LindaAI-CUE | 落合祐里香（朗読）     | 02:03 |
| 18. | 「よくでる2000」                        | LindaAI-CUE            | LindaAI-CUE                                                                                                  | LindaAI-CUE | 三角由里 LindaAI-CUE   | 01:57 |
| 19. | 「タベルナ2000」                        | LindaAI-CUE            | LindaAI-CUE                                                                                                  | LindaAI-CUE |                        | 02:00 |
| 20. | 「きたさいたま2000」                    | LindaAI-CUE            | LindaAI-CUE                                                                                                  | LindaAI-CUE | LindaAI-CUE            | 01:59 |
| 21. | 「十露盤2000」                          | LindaAI-CUE            | LindaAI-CUE                                                                                                  | LindaAI-CUE | LindaAI-CUE            | 02:16 |
| 22. | 「てんぢく2000」                        | LindaAI-CUE            | LindaAI-CUE                                                                                                  | LindaAI-CUE | ギンギツネ LindaAI-CUE | 02:23 |
| 23. | 「EkiBEN2000」                          | LindaAI-CUE 林欽立     | LindaAI-CUE                                                                                                  | LindaAI-CUE | MC Linn                | 02:05 |
| 24. | 「フニクリ・フニクラ」                  | ジュゼッペ・トゥルコ   | ルイージ・デンツァ                                                                                           | 三角由里    | 湯川晃                 | 02:02 |
| 25. | 「クラシックメドレー (ウェディング編)」 |                        | リヒャルト・ワーグナー ジュゼッペ・ヴェルディ フランツ・リスト エドヴァルド・グリーグ フレデリック・ショパン | 大上昌子    |                        | 02:06 |
| 26. | 「オーソレミオ (私の太陽)」             | ジョヴァンニ・カプッロ | エドゥアルド・ディ・カプア                                                                                   | 自営山      | 兎束康雄               | 01:43 |
| 27. | 「アメイジンググレイス」                | ジョン・ニュートン     | 不詳 | 自営山      | K.D. Brosia            | 01:50 |
| 28. | 「エンターテイナー」                    |                        | スコット・ジョプリン                                                                                         | 柴野浩美    |                        | 01:38 |
| 29. | 「さくら (春)」                         |                        | 不詳 | 大上昌子    |                        | 01:28 |
| 30. | 「サーフサイド・サティ」                |                        | エリック・サティ                                                                                             | 増渕裕二    |                        | 02:20 |
| 31. | 「トッカータとフーガとロック」          |                        | ヨハン・セバスティアン・バッハ                                                                               | 増渕裕二    |                        | 02:30 |
| 32. | 「幻想即興曲」                          |                        | フレデリック・ショパン                                                                                       | 増渕裕二    |                        | 01:36 |
| 33. | 「メヌエット」                          |                        | クリスティアン・ペツォールト                                                                                 | 増渕裕二    |                        | 01:40 |
| 34. | 「白鳥の湖 〜still a duckling〜」       | yura                   | ピョートル・チャイコフスキー                                                                                 | 神前暁      | 狩野茉莉               | 01:53 |
| 35. | 「カレ・カノ・カノン」                  | 安川正吾               | ヨハン・パッヘルベル                                                                                         | 岡部啓一    | 中村豆千代             | 02:19 |

#### 太鼓の達人 オリジナルサウンドトラック「ドンダフル！」
2011年12月21日発売。本作には、10周年記念曲「ダンバ・ダンバ・ディン・ダン」と「初音ミクの消失−劇場版−」に加え、『太鼓の達人DS ドロロン！ヨーカイ大決戦!!』の主題歌である「どろろんガール」や未発表曲なども収録されている。
| 出典： |                                             |                  |                  |                  |                                                                          |          |
| #      | タイトル                                    | 作詞             | 作曲             | 編曲             | うた                                                                     | 時間     |
| 1.     | 「ももいろ♪太鼓パラダイス」                 |                  |                  |                  | ならはしみき、藤井美波                                                   | 00:01:57 |
| 2.     | 「音符のうた」                              |                  |                  |                  | ならはしみき、菅沼久義                                                   | 00:02:08 |
| 3.     | 「パステル ドリーム」                       | 高満洋子         |                  |                  | 高満洋子                                                                 | 00:02:33 |
| 4.     | 「ダンバ・ダンバ・ディン・ダン」            | 除村武志（YMCK） | 除村武志（YMCK） | 除村武志（YMCK） | 栗原みどり（YMCK）                                                       | 00:02:25 |
| 5.     | 「どんちゃん世界旅行」                      | 安川正吾         | 岡部啓一         | 岡部啓一         | 甲斐健司                                                                 | 00:02:24 |
| 6.     | 「シシハゲマイ」                            |                  |                  |                  | 大上昌子(NBGI)                                                           | 00:01:52 |
| 7.     | 「風のなかに巣をくふ小鳥」                  | 大手拓次         |                  |                  | 仁科かおり                                                               | 00:02:22 |
| 8.     | 「いとしのミルさま」                        | はるり           | 金田充弘         | 金田充弘         | 青木春子                                                                 | 00:02:45 |
| 9.     | 「夢色コースター」                          | 霜月はるか       | 駒場雅信         | 池澤孝之         | 霜月はるか                                                               | 00:02:35 |
| 10.    | 「君のプラネット」                          | 日山尚           | 駒場雅信         | 池澤孝之         | 霜月はるか                                                               | 00:02:43 |
| 11.    | 「駄々っ子モンスター」                      | みらゐ           | みらゐ           | みらゐ           | 茶太                                                                     | 00:01:51 |
| 12.    | 「友情ぽっぷ」                              | 在藤銀           | みらゐ           | みらゐ           | 茶太                                                                     | 00:02:33 |
| 13.    | 「きみのあかり」                            |                  |                  |                  | 安田彩乃                                                                 | 00:02:12 |
| 14.    | 「ハッピーでリッパ！」                      | 大上昌子         | 大上昌子         | 大上昌子         | ならはしみき                                                             | 00:01:35 |
| 15.    | 「フューチャー・ラボ」                      |                  |                  |                  | 山本由貴子                                                               | 00:03:22 |
| 16.    | 「わんにゃーワールド」                      |                  |                  |                  | 下田麻美、鏡音リン、鏡音レン                                             | 00:02:16 |
| 17.    | 「どろろんガール」                          | 大上昌子         | 大上昌子         | 大上昌子         | 下田麻美                                                                 | 00:01:40 |
| 18.    | 「テルミン狂想曲 第42楽章「悲愴」」         |                  |                  |                  |                                                                          | 00:02:10 |
| 19.    | 「ハロー！ハロウィン」                      | 大上昌子         | 大上昌子         | 大上昌子         | おおがみまさこ、akane、nobop、山本由貴子、中村彰吾                       | 00:01:56 |
| 20.    | 「妖怪道中記音頭」                          |                  |                  |                  | 増渕裕二、みすみゆり、石田実緒、小田一行、中村幸恵、太鼓チームのタカハシ | 00:02:23 |
| 21.    | 「ミーナのおやしき」                        |                  |                  |                  | Mitsu(NBGI)                                                              | 00:02:12 |
| 22.    | 「常闇の森 序章「邪神復活の夜」」           |                  | 帆足圭吾         | 帆足圭吾         |                                                                          | 00:02:07 |
| 23.    | 「イカサマパイレーツ」                      |                  | 大上昌子         | 大上昌子         |                                                                          | 00:02:01 |
| 24.    | 「シンフォニック ドルアーガ」               |                  |                  |                  |                                                                          | 00:02:07 |
| 25.    | 「シンフォニック ワルキューレ」(メドレー)   |                  |                  |                  |                                                                          | 00:02:31 |
| 26.    | 「Hole in the wall」                        |                  |                  |                  | 蟹プリンス                                                               | 00:01:47 |
| 27.    | 「負け犬返上」                              |                  |                  |                  | 蟹プリンス                                                               | 00:01:32 |
| 28.    | 「筋肉のような僕ら 〜マッスル愛のテーマ〜」 |                  |                  |                  | 蟹プリンス                                                               | 00:01:39 |
| 29.    | 「AWAKE 〜マッスル目覚めのテーマ〜」        |                  |                  |                  | 蟹プリンス                                                               | 00:02:16 |
| 30.    | 「宇宙SAMURAI」                             |                  | taichi hiyama    | taichi hiyama    |                                                                          | 00:02:15 |
| 31.    | 「月影 SASURAI」                            |                  | taichi hiyama    | taichi hiyama    |                                                                          | 00:02:21 |
| 32.    | 「亜空間遊泳 ac12.5」                       |                  |                  |                  |                                                                          | 00:02:23 |
| 33.    | 「アルムジカac14.0V」                       |                  | 大上昌子         | 大上昌子         |                                                                          | 00:01:42 |
| 34.    | 「3Q-4U-ACOO」                              | 大上昌子         | 大上昌子         | 大上昌子         | 大上昌子                                                                 | 00:02:00 |
| 35.    | 「オールナイトdeインデナイ」                |                  |                  |                  | ヨッシー(NBGI)                                                           | 00:02:27 |

| 出典： |                                                |             |                           |                       |                                             |          |
| #      | タイトル                                       | 作詞        | 作曲                      | 編曲                  | うた                                        | 時間     |
| 1.     | 「戦国三弦」                                   |             | 西込加久見                | 西込加久見            |                                             | 00:02:02 |
| 2.     | 「風雲志士」                                   |             |                           | 西込加久見            |                                             | 00:02:07 |
| 3.     | 「百鬼夜行」                                   |             | 西込加久見                | 西込加久見            |                                             | 00:02:06 |
| 4.     | 「夜桜謝肉祭」                                 |             | 西込加久見                | 西込加久見            |                                             | 00:02:27 |
| 5.     | 「蓄勢 〜GEAR UP〜」                           |             | 詹勳偉                    | 詹勳偉                |                                             | 00:02:22 |
| 6.     | 「春遊 〜happy excursion〜」                   |             | 詹勳偉                    | 詹勳偉                |                                             | 00:02:12 |
| 7.     | 「メンクイミラクル」                           |             |                           |                       | 佐藤美香                                    | 00:01:35 |
| 8.     | 「カナデア」                                   | 三角由里    |                           |                       | 佐藤美香                                    | 00:02:16 |
| 9.     | 「地平線のエオリア」                           | サリヤ人    | 岩瀬望                    | 岩瀬望 、K-MASERA     | なつみ(Silver-Forest)                       | 00:02:11 |
| 10.    | 「NECOLOGY」                                   | 三角由里    | 三角由里                  | 三角由里              | 渕崎けけろ                                  | 00:02:19 |
| 11.    | 「My Mine」                                    | アリヤ      | setzer                    | setzer                | 月乃紫音                                    | 00:02:18 |
| 12.    | 「DON'T CUT」                                  | 安川正吾    | 岡部啓一                  | 石濱翔                | 中川奈美                                    | 00:02:09 |
| 13.    | 「めたるぽりす」                               |             | 浅田靖                    | 浅田靖                |                                             | 00:01:52 |
| 14.    | 「初音ミクの消失−劇場版−」                     | cosMo@暴走P | cosMo@暴走P               | cosMo@暴走P           | 初音ミク                                    | 00:02:16 |
| 15.    | 「サイクル・オブ・リバース」                   |             |                           |                       | 蟹プリンス(NBGI)                            | 00:03:07 |
| 16.    | 「蒼の旋律」                                   | AILE        | AILE                      | AILE                  | サリヤ人                                    | 00:02:14 |
| 17.    | 「犬吠える」                                   | マキタ学級  | マキタ学級                | マキタ学級            | マキタスポーツ                              | 00:02:04 |
| 18.    | 「白猫きゃらめる夢幻のわたあめ」               | みらゐ      | みらゐ                    | みらゐ                | 愛原圭織                                    | 00:02:20 |
| 19.    | 「LOVE戦!!」                                   | LV.4        | LV.4                      | LV.4 、 K-MASERA      | みゆ                                        | 00:02:06 |
| 20.    | 「Sweet Sweet Magic」                          | Claire      | Claire                    | Claire 、 K-MASERA    | 葉月ゆら、月子                              | 00:02:08 |
| 21.    | 「らいとにんぐ ぱっしょん」                    |             | sampling masters AYA      | sampling masters AYA  |                                             | 00:02:12 |
| 22.    | 「dance storm」                                |             | sampling masters MEGA     | sampling masters MEGA |                                             | 00:02:08 |
| 23.    | 「X-DAY2000」                                  |             | LindaAI-CUE               |                       |                                             | 00:01:54 |
| 24.    | 「はたラク2000」                               |             | LindaAI-CUE               |                       |                                             | 00:02:03 |
| 25.    | 「黄ダルマ2000」                               |             | LindaAI-CUE               |                       | MC Linn                                     | 00:01:01 |
| 26.    | 「万戈イム−一ノ十」                            |             | LindaAI-CUE               |                       | 朗読：Shoko、呟き：サニヤ・バブカルと林欽立 | 00:02:10 |
| 27.    | 「またさいたま2000」                           |             | LindaAI-CUE               |                       | LindaAI-CUE                                 | 00:02:04 |
| 28.    | 「ロシア民謡メドレー」                         |             |                           |                       |                                             | 00:01:50 |
| 29.    | 「ジングルベル第765番」                        |             | ジェームズ・S・ピアポント |                       |                                             | 00:01:23 |
| 30.    | 「クラシックメドレー(ホームパーティー編)」     |             |                           |                       |                                             | 00:01:48 |
| 31.    | 「夜想曲Op.9-2」                               |             | フレデリック・ショパン    |                       |                                             | 00:02:02 |
| 32.    | 「練習曲Op.10-4」                              |             | フレデリック・ショパン    |                       |                                             | 00:02:09 |
| 33.    | 「クープランの墓」                             |             | モーリス・ラヴェル        |                       |                                             | 00:02:35 |
| 34.    | 「道化師の朝の歌」                             |             | モーリス・ラヴェル        |                       |                                             | 00:01:50 |
| 35.    | 「亡き王女のためのパヴァーヌ〜きみのこどう〜」 |             | モーリス・ラヴェル        |                       | 安田彩乃                                    | 00:02:21 |
| 36.    | 「〆ドレー2000+」                              |             | LindaAI-CUE               |                       |                                             | 00:03:07 |

#### 太鼓の達人 オリジナルサウンドトラック「フルコンボ！」
2012年3月21日に発売された本アルバムは2枚組仕様となっている。
DISC-1の収録曲のうち、「TE-20」は『ファイティングレイヤー』の登場人物・加藤鉄雄のテーマ曲のアレンジである。また、DISC-2収録曲のうち、「ドン・エンガスの笛吹き」は、ティンホイッスルおよびローホイッスルの演奏者としてKou Ogataが参加している。
| [ 123 ] |                                      |                  |                     |                     |                                               |          |
| #       | タイトル                             | 作詞             | 作曲                | 編曲                | うた                                          | 時間     |
| 1.      | 「ドコDON★まつリズム」               | 大上昌子         | 大上昌子            | 大上昌子            | たかはし智秋                                  | 00:02:10 |
| 2.      | 「風のファンタジー」                 | 高満洋子         | 岡部啓一            | 岡部啓一            | 高満洋子                                      | 00:02:22 |
| 3.      | 「ヘイ，ミスタープロフェッサー」     | P-Co             | Professor-S         | Professor-S         | P-Co                                          | 00:02:03 |
| 4.      | 「ファミリードンドン」               | 除村武志（YMCK） | 栗原みどり（YMCK）  | 除村武志（YMCK）    | 栗原みどり（YMCK）                            | 00:02:11 |
| 5.      | 「ポップコーン★パレード」            | 三角由里         | 三角由里            | 三角由里            | ならはしみき                                  | 00:02:14 |
| 6.      | 「のし巻いて、太鼓っパラ！」         |                  |                     |                     | ならはしみき                                  | 00:01:28 |
| 7.      | 「Growing Up」                       | TERRA (MintJam)  | a2c                 | MintJam             | TERRA (MintJam)                               | 00:02:11 |
| 8.      | 「ユウガオノキミ」                   | 菊池はな         | 岡部啓一            | 岡部啓一            | Tomokazu Sano                                 | 00:02:09 |
| 9.      | 「リバイバー」                       | 在藤銀           | みらゐ              | みらゐ              | 茶太                                          | 00:02:27 |
| 10.     | 「Dream Tide −夢の潮流−」            | 在藤銀           | みらゐ              | みらゐ              | 茶太                                          | 00:01:50 |
| 11.     | 「Mulberry」                         | 在藤銀           | みらゐ              | みらゐ              | 茶太                                          | 00:02:02 |
| 12.     | 「拝啓、学校にて…」                  |                  | 椎名豪              |                     | 風間飛鳥                                      | 00:04:07 |
| 13.     | 「Sweet Lay」                        | Kyah             | 佐々木宏人          | 佐々木宏人          | Kyah                                          | 00:04:06 |
| 14.     | 「あたしイカサマ恋はイカサマ」       |                  |                     |                     | 大上昌子                                      | 00:02:14 |
| 15.     | 「ブルちゃんのおや2」                |                  |                     |                     | 石田実緒、金子智充                            | 00:02:17 |
| 16.     | 「わっふ〜音頭」                     |                  |                     |                     | 小林毅 、 あらゐよしひこ                      | 00:01:42 |
| 17.     | 「戦え！T3防衛隊 〜GDI mix〜」       |                  |                     |                     | norion5、柳沢直幹、ある☆まじろう、LindaAI-CUE | 00:02:12 |
| 18.     | 「スタートリゴンのテーマ」           |                  |                     |                     | 梅郷あゆみ                                    | 00:01:49 |
| 19.     | 「TE-20」                            |                  | 相原隆行            | 相原隆行            |                                               | 00:02:04 |
| 20.     | 「タイコタイム」                     |                  | 佐野電磁            | 佐野電磁            |                                               | 00:02:13 |
| 21.     | 「サンバ アレグリーア」              |                  | SamplingMasters AYA | SamplingMasters AYA |                                               | 00:02:17 |
| 22.     | 「マジカル・リトル・スペースシップ」 |                  | polymoog            | ELEKTEL             |                                               | 00:02:03 |
| 23.     | 「喫茶レイン」                       |                  |                     |                     |                                               | 00:02:32 |
| 24.     | 「オブセッション・ラティーノ」       |                  |                     |                     |                                               | 00:01:41 |
| 25.     | 「バブリィ☆クイーン」                |                  |                     |                     |                                               | 00:02:17 |
| 26.     | 「大多羅捌伍伍壱」                   |                  |                     |                     |                                               | 00:02:08 |
| 27.     | 「地獄の大王」                       |                  |                     |                     | テノール大王                                  | 00:02:22 |
| 28.     | 「ワルルーさまの歌を聴けぇ！」       |                  |                     |                     | Dr.ワルルー（CV：長嶝高士）                   | 00:02:07 |
| 29.     | 「ヒカリノカナタヘ」                 |                  |                     |                     | 谷本貴義                                      | 00:04:04 |
| 30.     | 「ららら☆ハッピネス」                |                  | 大上昌子            | 大上昌子            | ならはしみき 、 上田茜                        | 00:01:43 |
| 31.     | 「太鼓の達人・愛のテーマ」           |                  |                     |                     | アージー・ファイン                            | 00:09:25 |

| [ 123 ] |                                   |                      |                                      |                         |            |          |
| #       | タイトル                          | 作詞                 | 作曲                                 | 編曲                    | うた       | 時間     |
| 1.      | 「SORA-I アースライズ」           |                      | 石川敏                               | 石川敏                  |            | 00:02:06 |
| 2.      | 「SORA-II グリーゼ581」           |                      |                                      |                         |            | 00:02:07 |
| 3.      | 「SORA-III ヘリオポーズ」         |                      | 石川敏                               | 石川敏                  |            | 00:02:08 |
| 4.      | 「SORA-IV ブンパソング」          |                      |                                      |                         | 愛原圭織   | 00:02:32 |
| 5.      | 「SORA-V コズミックバード」       |                      |                                      |                         |            | 00:02:01 |
| 6.      | 「トータル・エクリプス2035」      | M．Sekiya            | 金田充弘                             | 金田充弘                | 愛原圭織   | 00:02:23 |
| 7.      | 「想いを手に願いを込めて」        | みらゐ               | みらゐ                               | みらゐ                  | 愛原圭織   | 00:01:54 |
| 8.      | 「ねがいごと☆ぱずる」             | 織姫よぞら           | 相原隆行                             | 相原隆行                | 織姫よぞら | 00:02:06 |
| 9.      | 「マーブルハート」                | サリヤ人             | サリヤ人                             | サリヤ人、K-MASERA      | サリヤ人   | 00:01:57 |
| 10.     | 「久遠の夜」                      | 橋本千歩             | 弾                                   | 弾 、 K-MASERA          | 福山沙織   | 00:01:35 |
| 11.     | 「渚のアンドロメダ」              | フレネシ             | フレネシ                             | フレネシ                | フレネシ   | 00:02:31 |
| 12.     | 「mint tears」                    | cotoribbon           | silver coin                          | silver coin             | cotoribbon | 00:01:54 |
| 13.     | 「真･燎原ノ舞」                   |                      | 世阿弥                               | 世阿弥                  |            | 00:02:26 |
| 14.     | 「旋風ノ舞 【天】」               | 観阿弥               | 世阿弥                               | 世阿弥                  | 彩音       | 00:01:39 |
| 15.     | 「旋風ノ舞 【地】」               | 観阿弥               | 世阿弥                               | 世阿弥                  | 彩音       | 00:02:12 |
| 16.     | 「天妖ノ舞」                      | 観阿弥               | 世阿弥                               | 世阿弥                  | 天子       | 00:01:50 |
| 17.     | 「Black Rose Apostle」            |                      | 世阿弥                               | 世阿弥                  |            | 00:01:55 |
| 18.     | 「White Rose Insanity」           | 観阿弥               | 世阿弥                               | 世阿弥                  | 狂         | 00:01:58 |
| 19.     | 「Red Rose Evangel」              | 観阿弥               | 世阿弥                               | 世阿弥                  | 彩音       | 00:02:06 |
| 20.     | 「Blue Rose Ruin」                |                      | 世阿弥                               | 世阿弥                  |            | 00:02:02 |
| 21.     | 「隼」                            |                      |                                      |                         |            | 00:02:23 |
| 22.     | 「The Magician's Dream」          |                      | 川井遠瑠                             | Yakitori Thor、K-MASERA |            | 00:02:00 |
| 23.     | 「花漾 〜Flourishing Blossoms〜」 |                      | 詹勳偉                               | 詹勳偉                  |            | 00:01:46 |
| 24.     | 「蛻変 〜transformation〜」       |                      | 詹勳偉                               | 詹勳偉                  |            | 00:02:12 |
| 25.     | 「綻放 〜Blooming〜」             |                      | 詹勳偉                               | 詹勳偉                  |            | 00:02:13 |
| 26.     | 「ドン・エンガスの笛吹き」        |                      | YMY                                  |                         |            | 00:02:03 |
| 27.     | 「ザストゥールの魔導書」          |                      |                                      |                         |            | 00:01:56 |
| 28.     | 「MATSURI D/A」                   |                      |                                      |                         |            | 00:01:55 |
| 29.     | 「らんぶる乱舞」                  |                      | SamplingMasters AYA                  |                         |            | 00:02:10 |
| 30.     | 「Rotter Tarmination」            |                      | SamplingMasters MEGA                 |                         | 民安ともえ | 00:01:55 |
| 31.     | 「ドドンガド〜ン」                | SamplingMasters MEGA |                                      |                         |            | 00:02:07 |
| 32.     | 「トルコ行進曲」                  |                      | ルートヴィヒ・ヴァン・ベートーヴェン |                         |            | 00:01:36 |
| 33.     | 「リパブリック産科」              |                      | ウィリアム・ステッフ                 |                         |            | 00:02:01 |
| 34.     | 「ホルディリディア」              |                      |                                      |                         | 西順子     | 00:01:43 |
| 35.     | 「おおブレネリ」                  |                      |                                      |                         | 西順子     | 00:01:46 |
| 36.     | 「アメリカンパトロール」          |                      | フランク・W・ミーチャム              |                         |            | 00:01:41 |
| 37.     | 「聖者の行進」                    | K.D.Brosia           |                                      |                         | K.D.Brosia | 00:01:48 |
| 38.     | 「ヴァイオリン協奏曲ホ短調」      |                      | フェリックス・メンデルスゾーン       |                         |            | 00:02:07 |

#### 太鼓の達人 オリジナルサウンドトラック「そつおめしき」「時空庁時空1課」「東京特許キョ許可局局長!!」
『太鼓の達人 オリジナルサウンドトラック「そつおめしき」「時空庁時空1課」「東京特許キョ許可局局長!!」』は、2014年3月29日発売に発売されたミニアルバムであり、「そつおめしき」「時空庁時空1課」「東京特許キョ許可局局長!!」の3曲に加え、各楽曲をむずかしい譜面とおに譜面向けにアレンジした―バージョン、そしてオフボーカル版が収録されている。このうち、そつおめしきは川元義徳がプロデュースした。
| [ 134 ] |                                                 |            |          |          |            |
| #       | タイトル                                        | 作詞       | 作曲     | 編曲     | うた       |
| 1.      | 「そつおめしき」                                | 川元義徳   | 川元義徳 | 川元義徳 | unmo       |
| 2.      | 「時空庁時空1課」                               | 川元義徳   | 川元義徳 | 川元義徳 | unmo       |
| 3.      | 「東京特許キョ許可局局長!!」                    | 畠山奈美子 | 西山拓哉 | 西山拓哉 | 海保えりか |
| 4.      | 「そつおめしき」(むずかしい譜面MIX)             |            |          |          |            |
| 5.      | 「時空庁時空1課」(むずかしい譜面MIX)            |            |          |          |            |
| 6.      | 「東京特許キョ許可局局長!!」(むずかしい譜面MIX) |            |          |          |            |
| 7.      | 「そつおめしき」(おに譜面MIX)                   |            |          |          |            |
| 8.      | 「時空庁時空1課」(おに譜面MIX)                  |            |          |          |            |
| 9.      | 「東京特許キョ許可局局長!!」(おに譜面MIX)       |            |          |          |            |
| 10.     | 「そつおめしき」(オフボーカル版)                |            |          |          |            |
| 11.     | 「時空庁時空1課」(オフボーカル版)               |            |          |          |            |
| 12.     | 「オフボーカル版」                              |            |          |          |            |

#### 太鼓の達人 オリジナルサウンドトラック「ガールズポップマニア」
『太鼓の達人 オリジナルサウンドトラック「ガールズポップマニア」』は、2014年8月13日にクラリスレーベルより発売されたミニアルバムである。
| [ 135 ] |                                           |                |                         |      |                  |
| #       | タイトル                                  | 作詞           | 作曲                    | 編曲 | うた             |
| 1.      | 「super star shooter」                    | 武井麻里子     | とんCHAN & ショック太郎 |      | blue marble      |
| 2.      | 「ぷるぷるしんぷる」                      | DJおばけ       | DJおばけ                |      | Her Ghost Friend |
| 3.      | 「電子ドラムの達人」                      | ヤマモトショウ | ヤマモトショウ          |      | ふぇのたす       |
| 4.      | 「カラメルタイム☆」                       | 郷拓郎         | 郷拓郎                  |      | たんきゅん       |
| 5.      | 「super star shooter」(むずかしい譜面MIX) |                |                         |      |                  |
| 6.      | 「ぷるぷるしんぷる」(むずかしい譜面MIX)   |                |                         |      |                  |
| 7.      | 「電子ドラムの達人」(むずかしい譜面MIX)   |                |                         |      |                  |
| 8.      | 「カラメルタイム☆」(むずかしい譜面MIX)    |                |                         |      |                  |
| 9.      | 「super star shooter」(おに譜面MIX)       |                |                         |      |                  |
| 10.     | 「ぷるぷるしんぷる」(おに譜面MIX)         |                |                         |      |                  |
| 11.     | 「電子ドラムの達人」(おに譜面MIX)         |                |                         |      |                  |
| 12.     | 「カラメルタイム☆」(おに譜面MIX)          |                |                         |      |                  |
| 13.     | 「super star shooter」(オフボーカル版)    |                |                         |      |                  |
| 14.     | 「ぷるぷるしんぷる」(オフボーカル版)      |                |                         |      |                  |
| 15.     | 「電子ドラムの達人」(オフボーカル版)      |                |                         |      |                  |
| 16.     | 「カラメルタイム☆」(オフボーカル版)       |                |                         |      |                  |

#### 太鼓の達人 オリジナルサウンドトラック りんごあめ
2018年5月30日発売された本アルバムには、『太鼓の達人 ちびドラゴンと不思議なオーブ』の主題歌である「キミと響くハーモニー」など、ヴォーカル曲が収録されている。
| 出典： |                                |              |              |                           |                                                            |          |
| #      | タイトル                       | 作詞         | 作曲         | 編曲                      | うた                                                       | 時間     |
| 1.     | 「キミと響くハーモニー」       |              |              |                           | ソプラノ姫 (CV:東山奈央)                                   | 00:02:12 |
| 2.     | 「マオウのショウタイム」       |              |              |                           | マオウ (CV:佐藤たかふみ)                                   | 00:02:31 |
| 3.     | 「ソプラノ姫 VS マオウ」       |              |              |                           | ソプラノ姫 (CV:東山奈央)、マオウ (CV:佐藤たかふみ)         | 00:02:33 |
| 4.     | 「あつまれ☆太鼓まつり！」      |              |              |                           | 和田どん (CV:ならはしみき)                                 | 00:02:03 |
| 5.     | 「ロボットロケンロー☆」        | セガール     | セガール     | セガール                  | 真理絵                                                     | 00:02:03 |
| 6.     | 「迷子のUFO」                  | セガール     | セガール     | セガール                  | 真理絵                                                     | 00:02:10 |
| 7.     | 「おばけのお仕事」             | カスヤキョウ | カスヤキョウ | カスヤキョウ              | 森実真紀                                                   | 00:02:10 |
| 8.     | 「うさぎのしっぽ」             | 益田舞       | 益田舞       | 益田舞 、 K-MASERA        | 益田舞                                                     | 00:02:20 |
| 9.     | 「ねぇ教えて」                 |              |              |                           | トリ音                                                     | 00:02:23 |
| 10.    | 「カラメルタイム☆」            | 郷拓郎       | 郷拓郎       | 郷拓郎                    | たんきゅん（みやまゆ、チャンユメ）                         | 00:02:13 |
| 11.    | 「ナツモノ☆」                  | 郷拓郎       | 郷拓郎       | 郷拓郎                    | たんきゅんデモクラシー（くるみ、それいゆ、すずり、はんし） | 00:02:35 |
| 12.    | 「コナモノ☆」                  | 郷拓郎       | 郷拓郎       | 郷拓郎                    | ショック太郎                                               | 00:01:54 |
| 13.    | 「ひよっこファンタジー」       | つよみー     | つよみー     | つよみー                  | Mitsu                                                      | 00:01:52 |
| 14.    | 「願いはエスペラント」         |              |              |                           | アキたんと愉快な仲間たち                                   | 00:02:21 |
| 15.    | 「闇の魔法少女」               |              |              |                           | Silver Forest feat. アキ                                   |          |
| 16.    | 「ダイエットファイター」       |              |              |                           | 萩原みやこ、渡辺あゆ香                                     | 00:02:05 |
| 17.    | 「忍者は最高」                 | uRy          | 石濱翔       | 石濱翔                    | 夢眠ねむ                                                   | 00:02:24 |
| 18.    | 「ニッティング・ハイ」         | 大上昌子     | 大上昌子     | 大上昌子                  | 折り紙にった                                               | 00:01:47 |
| 19.    | 「ゆれるプリーツ実行委員」     | 大上昌子     | 大上昌子     | 大上昌子                  | 団地ノ宮弥子                                               | 00:01:44 |
| 20.    | 「合唱スタボーフェ！」         | 大上昌子     | 大上昌子     | 大上昌子                  | たま☆たい feat. 団地ノ宮                                   | 00:01:59 |
| 21.    | 「恋幻想 (Love Fantasy)」      | 宮原芽映     | 無果汁団     | 無果汁団                  | HONOKA                                                     | 00:02:05 |
| 22.    | 「シューガク トラベラーズ」    | 無果汁団     | 無果汁団     | 無果汁団                  | うちやえゆか                                               | 00:02:21 |
| 23.    | 「タイムトラベラー」           | 伊東歌詞太郎 | 伊東歌詞太郎 | 伊東歌詞太郎              | 伊東歌詞太郎                                               | 00:02:25 |
| 24.    | 「鏡の国のアリス」             | 伊東歌詞太郎 | 伊東歌詞太郎 | 伊東歌詞太郎 、 nishi-ken | 伊東歌詞太郎                                               | 00:01:49 |
| 25.    | 「エレクトリック・ポストマン」 | Mitchie M    | Mitchie M    | Mitchie M                 | ЯIRE                                                       | 00:02:05 |
| 26.    | 「Phoenix」                    |              |              |                           | singman                                                    | 00:02:03 |
| 27.    | 「宝の丘 (ロングバージョン)」  | 祇羽         | 佐々木宏人   | 佐々木宏人                | 矢吹高音                                                   | 00:04:23 |
| 28.    | 「Fly away」                   | tenten       |              |                           | 谷本貴義                                                   | 00:01:57 |

#### 太鼓の達人 オリジナルサウンドトラック やきとうもろこし
『太鼓の達人 オリジナルサウンドトラック やきとうもろこし』は2018年6月13日にシティコネクションから発売されたアルバムであり、シリーズ第2作である。
「蝶戀 〜Obsession〜」など東洋調の楽曲に加え、「ゲームミュージックトライアングル」で用いられた楽曲なども収録されている。
| [ 144 ] [ 145 ] |                                                      |                     |                                    |                 |                                                                                |          |
| #               | タイトル                                             | 作詞                | 作曲                               | 編曲            | うた                                                                           | 時間     |
| 1.              | 「冬竜 〜Toryu〜」                                   |                     | あず♪                              | あず♪           |                                                                                | 00:01:59 |
| 2.              | 「春竜 〜Haryu〜」                                   |                     | あず♪、 アントニオ・ヴィヴァルディ | あず♪           |                                                                                | 00:02:11 |
| 3.              | 「夏竜 〜Karyu〜」                                   |                     | あず♪                              | あず♪           |                                                                                | 00:02:32 |
| 4.              | 「秋竜 〜Shiuryu〜」                                 |                     | あず♪                              | あず♪           |                                                                                | 00:02:19 |
| 5.              | 「曙光 〜Dawn〜」                                    |                     | 詹勳偉                             | 詹勳偉          |                                                                                | 00:02:08 |
| 6.              | 「蝶戀 〜Obsession〜」                               |                     | 詹勳偉                             | 詹勳偉          |                                                                                | 00:01:49 |
| 7.              | 「ソードバトラーズ」                                 |                     | Mitchie M                          | Mitchie M       |                                                                                | 00:01:48 |
| 8.              | 「リスドンヴァルナの黄昏」                           |                     | 山本由貴子                         | 山本由貴子      |                                                                                | 00:01:58 |
| 9.              | 「カッティアワールの宝剣」                           |                     | 山本由貴子                         | 山本由貴子      |                                                                                | 00:02:07 |
| 10.             | 「忘却のティルナノグ」                               |                     | 山本由貴子                         | 山本由貴子      |                                                                                | 00:02:21 |
| 11.             | 「崩冠の紅月 破章「嘆きの姫」」                      |                     | 帆足圭吾                           | 帆足圭吾        | 中川奈美                                                                       | 00:02:26 |
| 12.             | 「RAGE v. self」                                     | Joe Kiyoshi         | Joe Kiyoshi                        | Joe Kiyoshi     | Joe Kiyoshi                                                                    | 00:01:50 |
| 13.             | 「RIDGE RACER STEPS -GMT remix- (ロングバージョン)」 |                     | Sampling Masters MEGA              | Yuji Masubuchi  | Yuji Masubuchi                                                                 | 00:02:43 |
| 14.             | 「ファンタジーゾーン OPA-OPA! -GMT remix-」          |                     | Hiro                               | Hiro            |                                                                                | 00:02:05 |
| 15.             | 「電車で電車でGO!GO!GO!GC! -GMT remix-」             | ZUNTATA-J.A.M/karu. | Dr.Haggy、中山上等兵               | COSIO           | 沢城千春                                                                       | 00:01:52 |
| 16.             | 「電車で電車でOPA!OPA!OPA! -GMT mashup-」            |                     |                                    | Yuji Masubuchi  | ZUNTATA-J.A.M. 、 karu. 、沢城千春 Mitsu 、トリ音 、kyo 、竹本順一 、 矢野義人 | 00:02:13 |
| 17.             | 「リッジでリッジでGO!GO!GO! -GMT mashup-」           |                     |                                    | Hiro (川口博史) |                                                                                | 00:02:05 |
| 18.             | 「オパ！ オパ！ RACER -GMT mashup-」                 |                     |                                    | COSIO           |                                                                                | 00:01:52 |
| 19.             | 「SHOGYO MUJO」(源平討魔伝リミックス)                |                     |                                    | COSIO           |                                                                                | 00:02:45 |
| 20.             | 「夜桜繚乱感謝祭」                                   |                     | 西込加久見                         | 西込加久見      |                                                                                | 00:02:16 |
| 21.             | 「桜花爛漫」                                         |                     | 西込加久見                         | 西込加久見      |                                                                                | 00:02:14 |
| 22.             | 「鳳凰天舞無限崩れ」                                 |                     | 江口貴勅                           | 江口貴勅        |                                                                                | 00:01:50 |
| 23.             | 「風の国の龍と騎士」                                 |                     | リューイッティ                     | リューイッティ  |                                                                                | 00:02:01 |
| 24.             | 「夜櫻ブレヰダアズ」                                 |                     | ぽんきち                           | ぽんきち        |                                                                                | 00:02:02 |
| 25.             | 「凛」                                               |                     | a_hisa                             | a_hisa          |                                                                                | 00:02:00 |
| 26.             | 「迅風丸」                                           |                     | 椎名豪                             |                 |                                                                                | 00:01:55 |
| 27.             | 「風雲！ バチお先生」(ロングバージョン)              |                     | 椎名豪                             |                 |                                                                                | 00:04:06 |

#### 太鼓の達人 オリジナルサウンドトラック たこやき
2018年6月27日発売された本作は、家庭用のストーリーモードで使用された曲や、VOCALOIDを用いた楽曲を中心に収録されている。このうち4曲は「クレオフーガGUMI楽曲コンテスト」入賞曲である。
| [ 146 ] |                                          |                  |               |             |                                           |
| #       | タイトル                                 | 作詞             | 作曲          | 編曲        | うた                                      |
| 1.      | 「希望へのメロディー」                   |                  |               |             | うた:メイプル(CV:小澤亜李)                |
| 2.      | 「絶望へのトッカータ」                   |                  |               |             | BNSI (トリ音)                             |
| 3.      | 「≠MM」                                  |                  |               |             | Shoko (BNSI)、ある☆まじろう (BNSI)        |
| 4.      | 「超時空アドベンチャー」                 |                  |               |             | 寺井沙織                                  |
| 5.      | 「Time to dine」                         |                  | BNSI (トリ音) |             |                                           |
| 6.      | 「Time to dine II」                      |                  | BNSI (トリ音) |             |                                           |
| 7.      | 「もりもり☆特盛リズム♪」                 |                  |               |             | 和田かつ (CV:ならはしみき)                |
| 8.      | 「アントニオ」                           |                  |               |             | ゆるめるモ！                              |
| 9.      | 「ほうかご☆マジシャン」                  | マモル(nhhmbase) |               |             | まりんべーす                              |
| 10.     | 「super star shooter」                   |                  |               |             | blue marble                               |
| 11.     | 「にんじんにん」                         | 豊永ごんたP      | 豊永ごんたP   | 豊永ごんたP | 豊永ごんたP feat. GUMI                    |
| 12.     | 「ドキドキ恋の予感!?」                   |                  |               |             | Noriyuki feat. GUMI                       |
| 13.     | 「おにぎりはどこかしら♪」                |                  |               |             | よみぃ feat. 初音ミク                     |
| 14.     | 「. EDY -エレクトリカルダンシングヨガ-」 |                  |               |             | 鏡音リン・レン                            |
| 15.     | 「トオリヨ」                             |                  |               |             | テヅカ feat. 鏡音リン・レン               |
| 16.     | 「Eternal bond」                         |                  |               |             | リューイッティ feat. GUMI                 |
| 17.     | 「重金属フューギティブ」                 |                  |               |             | リューイッティ feat. GUMI                 |
| 18.     | 「珈琲の味と」                           |                  |               |             | はるなば feat.GUMI                        |
| 19.     | 「カラ鞠の花」                           |                  |               |             | はるなば feat. 結月ゆかり                 |
| 20.     | 「花オト裏拍子」                         |                  |               |             | はるなば feat. 初音ミク (アペンド[Solid]) |
| 21.     | 「ゴーストマスク」                       |                  |               |             | はるなば feat. 結月ゆかり & 石黒千尋      |
| 22.     | 「懐中庭園を持つ少女」                   |                  |               |             | はるなば feat. 石黒千尋                   |
| 23.     | 「束ね糸」                               |                  |               |             | はるなば feat. 石黒千尋                   |
| 24.     | 「FooFooカセット」                       |                  |               |             | はるなば feat. SaChi (harineko)           |
| 25.     | 「トラストゲーム」                       |                  | 蓮尾理之      |             | Sachi a.k.a. harineko                     |
| 26.     | 「ブレイクライン」                       |                  | 蓮尾理之      |             | サリヤ人                                  |
| 27.     | 「クロス・ブルー」                       |                  | 蓮尾理之      |             | サリヤ人                                  |
| 28.     | 「散りゆく蘭の綴る詩」                   |                  |               |             | B.K.O                                     |

#### 太鼓の達人 オリジナルサウンドトラック ラムネ
2018年7月11日発売。「クール&スパークリング」をコンセプトに、音楽ゲームなどで活躍するミュージシャンの楽曲を中心に収録されている。
| 出典： |                                          |            |                     |              |                                               |          |
| #      | タイトル                                 | 作詞       | 作曲                | 編曲         | うた                                          | 時間     |
| 1.     | 「セイクリッド ルイン」                  | 祇羽       |                     |              | 葉月ゆら                                      | 00:02:16 |
| 2.     | 「黒神クロニクル」                       | 祇羽       |                     |              | 葉月ゆら                                      | 00:02:31 |
| 3.     | 「マリオネットピュア」                   | 祇羽       |                     |              | 葉月ゆら                                      | 00:01:45 |
| 4.     | 「流浪の琥珀姫」                         | 葉月ゆら   |                     |              | 葉月ゆら                                      | 00:01:53 |
| 5.     | 「竜と黒炎の姫君」                       | 葉月ゆら   |                     |              | 翡翠、葉月ゆら                                | 00:01:58 |
| 6.     | 「零の夜想曲」                           |            |                     |              | サリヤ人                                      | 00:02:19 |
| 7.     | 「零の狂詩曲」                           |            |                     |              | サリヤ人                                      | 00:02:23 |
| 8.     | 「朱の旋律」                             | AILE       | AILE                | AILE         | ENA                                           | 00:01:59 |
| 9.     | 「夢と現実の境界線」                     |            |                     |              | ゆずり                                        | 00:02:02 |
| 10.    | 「ガンスリンガーシンデレラ」             | ヒスイリカ | TiS                 | TiS          | ヒスイリカ                                    | 00:02:17 |
| 11.    | 「輝きを求めて」                         |            | Versus              |              |                                               | 00:01:43 |
| 12.    | 「濃紅」                                 | 小寺可南子 | 黒沢ダイスケ        | 黒沢ダイスケ | 小寺可南子                                    | 00:02:23 |
| 13.    | 「オール・イン・マイハート」             |            |                     |              | ソメイヨシノ feat. 高木美佑 (Wake Up, Girls!) | 00:01:58 |
| 14.    | 「8OROCHI」                              |            | REDALiCE            | REDALiCE     |                                               | 00:02:18 |
| 15.    | 「Evidence of evil」                     |            | AJURIKA             | AJURIKA      | AJURIKA                                       | 00:01:52 |
| 16.    | 「Turquoise Tachometer」                 | AJURIKA    | AJURIKA             | AJURIKA      | Julie                                         | 00:01:54 |
| 17.    | 「VICTORIA」                             |            | Cranky              | Cranky       |                                               | 00:02:24 |
| 18.    | 「Purple Rose Fusion」                   | 観阿弥     | 世阿弥              | 世阿弥       | 彩音                                          | 00:02:29 |
| 19.    | 「Xa」                                   |            | Tatsh               |              |                                               | 00:02:11 |
| 20.    | 「天照」                                 |            | Tatsh a.k.a. 世阿弥 |              |                                               | 00:02:09 |
| 21.    | 「月読命」                               |            | Tatsh a.k.a. 世阿弥 |              |                                               | 00:02:24 |
| 22.    | 「須佐之男」                             |            | Tatsh a.k.a. 世阿弥 |              |                                               | 00:02:03 |
| 23.    | 「燎原ノ舞」                             |            | 世阿弥              |              |                                               | 00:02:04 |
| 24.    | 「紫煌ノ乱」                             |            | 世阿弥              |              |                                               | 00:02:09 |
| 25.    | 「双竜ノ乱」                             |            | 世阿弥              |              |                                               | 00:02:11 |
| 26.    | 「幽玄ノ乱」                             |            | 世阿弥              |              |                                               | 00:02:06 |
| 27.    | 「Infinite Rebellion」(原曲「幽玄ノ乱」) |            | 世阿弥 (Tatsh)      | 黒沢ダイスケ |                                               | 00:02:15 |
| 28.    | 「Shiny Kung-fu Revival」                |            | t+pazolite          | t+pazolite   |                                               | 00:02:07 |
| 29.    | 「毒LOCANdy♡」                           |            | t+pazolite          | t+pazolite   |                                               | 00:02:14 |
| 30.    | 「彼は誰時の誘惑」                       |            | t+pazolite          | t+pazolite   |                                               | 00:02:18 |
| 31.    | 「!!!カオスタイム!!!」                   |            | t+pazolite          | t+pazolite   |                                               | 00:02:01 |

#### 太鼓の達人 オリジナルサウンドトラック かきごおり
2018年7月25日発売。
テクノ系やインストゥルメンタルの楽曲を中心に収録されており、NAMCO SOUNDSによる東方Projectアレンジ楽曲に加え、「太鼓の達人 全国大会課題曲公募」の受賞曲「D's Adventure Note」や、音楽ソフト『KORG Gadget』の音源「Kamata」のデモソングである「Asteroid」が収録されている。
| [ 155 ] |                                                                                |      |                        |          |                                                   |
| #       | タイトル                                                                       | 作詞 | 作曲                   | 編曲     | うた                                              |
| 1.      | 「Taiko Drum Monster」                                                         |      |                        |          | steμ feat. siroa                                  |
| 2.      | 「UNDEAD HEART (怒りのWarriors)」                                              |      |                        |          | 坂本英三×高濱祐輔                                 |
| 3.      | 「ナイトメア・サバイバー」                                                     |      |                        | 坂本節朗 |                                                   |
| 4.      | 「Heaven's Rider」                                                             |      |                        |          | 濱本理央                                          |
| 5.      | 「Phantom Rider」                                                              |      |                        |          | 濱本理央                                          |
| 6.      | 「SAKURA EXHAUST」                                                             |      |                        |          | BNSI (濱本理央)                                   |
| 7.      | 「夢幻の蒼空」                                                                 |      |                        |          | Silver Forest feat. SAYA                          |
| 8.      | 「深緋の心臓 -SCARLET HEART-」(『東方紅魔郷』より「亡き王女の為のセプテット」) |      | ZUN                    |          | 東方Project×NAMCO SOUNDS kyo feat. あさな (IOSYS) |
| 9.      | 「ライコタイコディスコ」(『東方輝針城』より「始原のビート 〜 Pristine Beat」)  |      |                        |          | 東方Project×NAMCO SOUNDS 渡辺量                   |
| 10.     | 「郢曲／暁闇」(『東方紅魔郷』より「U.N.オーエンは彼女なのか？」)               |      |                        |          | 東方Project×NAMCO SOUNDS LindaAI-CUE              |
| 11.     | 「Ladystar Wandering」(『妖精大戦争〜東方三月精』より「メイガスナイト」)       |      |                        |          | 東方Project×NAMCO SOUNDS 中鶴潤一                 |
| 12.     | 「junction」                                                                   |      | 中鶴潤一               |          |                                                   |
| 13.     | 「3piece-JazzParty!」                                                          |      |                        |          | ミハイル                                          |
| 14.     | 「D's Adventure Note」                                                         |      | 暖@よみぃ              |          |                                                   |
| 15.     | 「Blessed Bouquet Buskers」                                                    |      |                        |          | steμ                                              |
| 16.     | 「Asteroid」(フルバージョン)                                                   |      | 増渕裕二               |          |                                                   |
| 17.     | 「Choco Chiptune.」                                                            |      | Ancraft                |          |                                                   |
| 18.     | 「Gloria /」                                                                   |      | K.key                  |          |                                                   |
| 19.     | 「アサガオ」                                                                   |      |                        |          | BTB                                               |
| 20.     | 「ココロボ」                                                                   |      | Ujico*                 |          |                                                   |
| 21.     | 「KUSANAGI」                                                                   |      | aran                   |          |                                                   |
| 22.     | 「Hurtling Boys」                                                              |      | さだきち イシカダス    |          |                                                   |
| 23.     | 「SstTAarR*」                                                                  |      | M-O-T-U feat. 初音ミク |          |                                                   |
| 24.     | 「Calculator」                                                                 |      | M-O-T-U                |          |                                                   |
| 25.     | 「DEBSTEP!」                                                                   |      | やじゅ                 |          |                                                   |
| 26.     | 「カグツチ」                                                                   |      |                        |          | Massive New Krew                                  |
| 27.     | 「HARDCOREノ心得」                                                             |      |                        |          | DJ Myosuke                                        |
| 28.     | 「冷凍庫CJ 〜嗚呼面太鼓ブラザーズ〜」                                          |      |                        |          | DJKurara                                          |
| 29.     | 「ドンカマ2000」                                                               |      |                        |          | LindaAI-CUE                                       |
| 30.     | 「ノるどん2000」                                                               |      |                        |          | LindaAI-CUE                                       |
| 31.     | 「スーハー2000」                                                               |      |                        |          | LindaAI-CUE                                       |
| 32.     | 「まださいたま2000」                                                           |      |                        |          | LindaAI-CUE                                       |

#### 太鼓の達人 オリジナルサウンドトラック わたがし
2018年8月8日発売。「ふわふわであまあまなサウンド」をテーマとした本アルバムは、『太鼓の達人 ドコドン！ミステリーアドベンチャー』のストーリーモード曲や、明るく楽しい曲を中心に収録されている。
本アルバムには、『太鼓の達人 ドコドン！ミステリーアドベンチャー』のテーマ曲「世界はいつでもミステリー」が収録されている。また、過去に発売されたマキシシングルから、「東京特許キョ許可局局長」、「ぷるぷるしんぷる」、そして「電子ドラムの達人」が再録されている。
| 出典： |                                                                             |      |                                                |      |                                                |
| #      | タイトル                                                                    | 作詞 | 作曲                                           | 編曲 | うた                                           |
| 1.     | 「世界はいつでもミステリー」                                                |      |                                                |      | HONOKA                                         |
| 2.     | 「魔導幻想曲」                                                              |      |                                                |      | BNSI (田島勝朗)                                |
| 3.     | 「クレイジービューティー」                                                  |      |                                                |      | BNSI (LindaAI-CUE)                             |
| 4.     | 「龍脈の王」                                                                |      |                                                |      | BNSI (中鶴潤一)                                |
| 5.     | 「どきどき☆どんちゃん騒ぎ」                                                 |      |                                                |      | 和田どん・和田かつ (CV:ならはしみき)           |
| 6.     | 「イオシス秋の肉食祭2014」                                                  |      |                                                |      | D.watt (IOSYS) feat. Np 犬田彦＆はかせ         |
| 7.     | 「ヤマタイ★ナイトパーティー」                                               |      |                                                |      | コバヤシユウヤ (IOSYS) feat. ちよこ            |
| 8.     | 「聖徳たいこの「日いずるまで飛鳥」」                                        |      |                                                |      | コバヤシユウヤ (IOSYS) feat. miko              |
| 9.     | 「My Muscle Heart」(テレビ高天原系アニメ『筋肉魔法少女タケミナカタ』主題歌) |      |                                                |      | コバヤシユウヤ (IOSYS) feat. 山本椛 (monotone) |
| 10.    | 「私立高天原学園高校・校歌」                                                |      | D.watt (IOSYS) feat. Np 犬田彦 & 山本椛        |      |                                                |
| 11.    | 「激運！ 七福ハッピークルー」                                               |      | コバヤシユウヤ (IOSYS) feat. 山本椛 (monotone) |      |                                                |
| 12.    | 「秘ナルメジェドノ悲ナル憂鬱」                                              |      | コバヤシユウヤ (IOSYS) feat. 山本椛 (monotone) |      |                                                |
| 13.    | 「おまえブタメン！」                                                        |      |                                                |      | おやつカンパニー & ザ・ぷー                    |
| 14.    | 「ぷるぷるしんぷる」                                                        |      |                                                |      | Her Ghost Friend                               |
| 15.    | 「電子ドラムの達人」                                                        |      |                                                |      | ふぇのたす                                     |
| 16.    | 「魔法の喫茶店」                                                            |      |                                                |      | 愛原圭織                                       |
| 17.    | 「ファミレスウォーズ」                                                      |      |                                                |      | 愛原圭織                                       |
| 18.    | 「東京特許キョ許可局局長!!」                                                |      |                                                |      | 海保えりか                                     |
| 19.    | 「ドキドキ胸きゅん おまつりタイム」                                         |      |                                                |      | MOES                                           |
| 20.    | 「Princes of Donder」                                                       |      |                                                |      | MOES feat. 海保えりか                          |
| 21.    | 「超絶技巧系少女」                                                          |      |                                                |      | ねこかぶりサイクロン (xi + ねこみりん)         |
| 22.    | 「ツンデレCafeへようこそ☆」                                                 |      |                                                |      | ねこじゃが*                                    |
| 23.    | 「承認欲Q」                                                                 |      |                                                |      | かねこちはる feat. はぁち                      |
| 24.    | 「愛想笑い」                                                                |      |                                                |      | 紫崎雪                                         |
| 25.    | 「G意識過剰」                                                               |      |                                                |      | 紫崎雪                                         |
| 26.    | 「χ談」                                                                     |      |                                                |      | かねこちはる                                   |
| 27.    | 「オーディオ de カッ！」(音響サスペンスドラマ「オーディオ刑事」より)        |      |                                                |      | 矢野義人、音響二課職員                         |
| 28.    | 「ラーメン de Yo-Men!!」                                                    |      |                                                |      | フッシー                                       |
| 29.    | 「ボクハシンセ」                                                            |      |                                                |      | 佐野電磁                                       |

#### 太鼓の達人 オリジナルサウンドトラック ベビーカステラ
2018年8月29日発売。
ベビーカステラのようにあまくやわらかなポップソングや、クラシック音楽のアレンジ曲が収録されている。
収録曲のうち、「Diver」は元々『トレジャーガウスト ガウストダイバー』の主題歌を『太鼓の達人』向けに再構築したものである。
また、「オリジナルミライ」は、もともと『右脳の達人 爽解！ まちがいミュージアム』のリザルト曲として使用されていたものである。
| [ 162 ] |                                                          |                        |                        |                 |                                  |
| #       | タイトル                                                 | 作詞                   | 作曲                   | 編曲            | 歌・演奏                         |
| 1.      | 「フリフリ♪ノリノリ♪」                                   |                        |                        |                 | MANA (小林まな)                  |
| 2.      | 「Day by Day!」                                          |                        |                        |                 | MANA (小林まな)                  |
| 3.      | 「つながれ！ ひろがれ！ 打ち上がれ！」                   |                        |                        |                 | MANA (小林まな)                  |
| 4.      | 「いっしょにあそぼ♪」                                    |                        |                        |                 | うちやえゆか                     |
| 5.      | 「時空庁時空1課」                                        |                        |                        |                 | unmo                             |
| 6.      | 「時空庁捜査2課」                                        |                        | カワーゲン・コラーゲン |                 | SaChi a.k.a. harineko            |
| 7.      | 「そつおめしき・ふる」                                   |                        | unmo                   |                 |                                  |
| 8.      | 「オリジナルミライ」                                     |                        | 川元義徳               |                 | マモル (nhhmbase)                |
| 9.      | 「Diver」                                                | カワーゲン・コラーゲン | カワーゲン・コラーゲン |                 | 黒瀬佳子                         |
| 10.     | 「さよならワーリャ」                                     |                        |                        |                 | 未来古代楽団 feat. 霜月はるか    |
| 11.     | 「和有るど経りて維持・序」                               |                        |                        |                 | 団地ノ宮弥子                     |
| 12.     | 「音虫をつかまえろ！」                                   |                        |                        |                 | KiWi                             |
| 13.     | 「ネテモネテモ」                                         |                        |                        |                 | ☆しょーじ☆feat. ほのか♡えりか    |
| 14.     | 「タベテモタベテモ」                                     |                        |                        |                 | ☆しょーじ☆feat. ほのか♡えりか    |
| 15.     | 「よーいドン！」                                         |                        |                        |                 | Kiddish                          |
| 16.     | 「エクラン ルブラン」                                    |                        |                        |                 | 辻林美穂                         |
| 17.     | 「ピコピコ ルイン」                                      |                        |                        |                 | セイクリッド ルイン×サカモト教授 |
| 18.     | 「ピコピコ マッピー」                                    |                        |                        |                 | マッピーメドレー×サカモト教授    |
| 19.     | 「食らいむ！ まうんとぱふぇ」                            |                        |                        |                 | unatra                           |
| 20.     | 「大空と太鼓の踊り」                                     |                        |                        |                 | paraμ                            |
| 21.     | 「東京ソーダ」(8Bit Edit)                                | ヒゲドライバー         | ヒゲドライバー         |                 | ヒゲドライVAN                    |
| 22.     | 「星屑とリニアと僕」                                     |                        |                        |                 | 結羽 (プラムソニック)            |
| 23.     | 「まおぅ」                                               |                        |                        |                 | 結羽 (プラムソニック)            |
| 24.     | 「プチポチ」                                             |                        |                        | BNSI (田島勝朗) |                                  |
| 25.     | 「美しく忙しきドナウ」(「美しく青きドナウ 作品314」より) |                        |                        | BNSI (田島勝朗) |                                  |
| 26.     | 「弩蚊怒夏」                                             |                        |                        | BNSI (田島勝朗) |                                  |
| 27.     | 「千鼓千鼓」                                             |                        |                        | BNSI (田島勝朗) |                                  |
| 28.     | 「ハンロック」                                           |                        |                        | BNSI (田島勝朗) |                                  |
| 29.     | 「チャーリー ダッシュ！」                                |                        |                        | BNSI (田島勝朗) |                                  |
| 30.     | 「クラポルポルスカ」                                     |                        |                        | BNSI (田島勝朗) |                                  |
| 31.     | 「フリフリ♪ノリノリ♪」(サックスバージョン)               |                        |                        |                 | BNSI (TOAKI USAMI)               |

#### 太鼓の達人 オリジナルサウンドトラック かたぬき
『太鼓の達人 オリジナルサウンドトラック かたぬき』は、2018年9月12日にクラリスディスクから発売されたサウンドトラックアルバムである。
同レーベルから連続して発売されたサウンドトラックシリーズの最終作である本作には、わくわくするような楽曲や実験的な楽曲を中心に収録されている。
| 出典： |                               |                |                   |                   |                                                                    |          |
| #      | タイトル                      | 作詞           | 作曲              | 編曲              | うた                                                               | 時間     |
| 1.     | 「三瀬川乱舞」                | 上田ゆう子     | 翡翠              | 翡翠              | 翡翠、小手川拓也、taka-c                                           | 00:02:04 |
| 2.     | 「豊穣弥生」                  | 祇羽           | 翡翠              | 翡翠              | 葉月ゆら                                                           | 00:01:55 |
| 3.     | 「黄泉のイザナミ」            | 祇羽＆葉月ゆら | 翡翠              | 翡翠              | 真野綾、矢吹高音                                                   |          |
| 4.     | 「女帝〜インバラトゥーラ〜」  | 祇羽＆葉月ゆら | 翡翠              | 翡翠              | 寺井沙織                                                           | 00:02:30 |
| 5.     | 「女神な世界」                | 祇羽           | 翡翠              | 翡翠              | 寺井沙織、葉月ゆら                                                 | 00:04:43 |
| 6.     | 「愛と浄罪の森」              | 上田ゆう子     |                   |                   | 翡翠、森川あさひ、塚田明日加、taka-c、小手川拓也、叶弥生、諸岡大貴 | 00:02:11 |
| 7.     | 「魔方陣 -サモン・デルタ-」   |                | 翡翠              | 翡翠              |                                                                    | 00:02:23 |
| 8.     | 「がしゃどくろ」              |                | 翡翠              | 翡翠              |                                                                    | 00:02:19 |
| 9.     | 「天狗囃子」                  |                | 翡翠              | 翡翠              |                                                                    | 00:02:40 |
| 10.    | 「SORA-VI 火ノ鳥」            |                | 翡翠              | 翡翠              |                                                                    | 00:02:20 |
| 11.    | 「SORA-VII シグナスウォール」 |                | 翡翠              | 翡翠              |                                                                    | 00:02:33 |
| 12.    | 「GERMINATION」               |                | BNEI (田島勝朗)   |                   |                                                                    | 00:02:43 |
| 13.    | 「Amanda」                    |                | bermei.inazawa    | bermei.inazawa    |                                                                    | 00:01:52 |
| 14.    | 「アレキサンダーのテーマ」    | 白神真志朗     | bermei.inazawa    | bermei.inazawa    | 白神真志朗                                                         | 00:02:20 |
| 15.    | 「クルクルクロックル」        | 深水チエ       | bermei.inazawa    | bermei.inazawa    | 深水チエ                                                           | 00:02:15 |
| 16.    | 「マジカル・パフェ」          |                | 阿部麻弥          | 阿部麻弥          |                                                                    | 00:01:57 |
| 17.    | 「トンガチン」                |                | 松前公高          | 松前公高          |                                                                    | 00:01:47 |
| 18.    | 「トンデ・ミテ」              | 横川理彦       | 横川理彦          | 横川理彦          | 団地ノ宮弥子                                                       | 00:02:17 |
| 19.    | 「化物月夜」                  |                | くにきち          | くにきち          |                                                                    | 00:01:57 |
| 20.    | 「void setup」                |                |                   |                   | 愛原圭織                                                           | 00:02:48 |
| 21.    | 「少女の神の粒子」            | 祇羽           | 金田充弘          | 金田充弘          | 愛原圭織                                                           | 00:02:48 |
| 22.    | 「恋の処方箋」                | 井上ぼな       | 井上ぼな          | 井上ぼな          | M                                                                  | 00:01:36 |
| 23.    | 「うそうそ時」                | 井上ぼな       | 井上ぼな          | 井上ぼな          | 井上ぼな                                                           | 00:02:14 |
| 24.    | 「てんびん座急行 夜を行く」   |                |                   |                   | 井上拓                                                             | 00:01:57 |
| 25.    | 「Freeway3234」               |                | mao               | K-MASERA 、 mao   |                                                                    | 00:01:45 |
| 26.    | 「OK I'm blue rat」           |                | E.G.G.            | E.G.G.            |                                                                    | 00:02:30 |
| 27.    | 「No Gravity」                |                | Lyo               | Lyo               |                                                                    | 00:01:49 |
| 28.    | 「DIMENSIONS」                |                | DUNKEL            | DUNKEL            |                                                                    | 00:01:57 |
| 29.    | 「R.I.」                      |                | 大和×黒沢ダイスケ | 大和×黒沢ダイスケ |                                                                    | 00:02:14 |
| 30.    | 「Ignis Danse」               |                | BNSI (増渕裕二)   | BNSI (増渕裕二)   |                                                                    | 00:02:05 |

### パチンコ・パチスロ
- パチンコ：PAスーパー海物語 IN JAPAN2 with 太鼓の達人（2019年10月、三洋物産）
- パチスロ：ニューパルサーSPIV with 太鼓の達人（2024年5月、山佐ネクスト）
  - プレイモードの一つに本作をベースにした準完全告知のお祭りモードが搭載されており、同モード中に引いたビッグボーナス中はボタンとレバーで本作同様に叩いて遊ぶミニゲームが搭載されている。

## ゲスト出演作品
太鼓の達人の登場人物一覧#他作品へのゲスト出演を参照

## 反響
本作はロケーションテストの段階から評判がよく、開発チームの予想に反し、ロケーションテストでは和太鼓になじみのないはずの小さな子どもたちにも人気があった。
2001年に正式稼働して以来、家庭用ゲーム機やスマートフォンなど、様々なプラットフォームで人気を博してきた。
2019年5月、家庭用向けシリーズ販売本数が1,000万本を突破した。
開発チームはインタビューの中でロングヒットの理由について、それぞれ「間口の広さ」（笹岡）、「変えるところと変えないところのコントロール」（中館）、「リプレイ性のあるシステムと、一曲一曲の調整」（市川）、「見た目の明確さと健全さ」（矢野）を挙げている。
また、2018年からAC版のプロデューサーに就任した木水克典は、忍者増田とのインタビューの中で様々な相手とのコラボレーションを通じて客層が広がったと述べており、UUUMとのコラボイベント後に普段とは異なる客がゲームセンターでプレイしてくれた点について触れ、これからも新しい年代のユーザーに興味を持ってもらえるコラボレーションをすることが重要だとしている。
本作のファンたちは、本作の公式ウェブサイト「ドンだーページ」にちなんで「ドンだー」と呼ばれるようになった。
新型コロナウイルスの流行が続く2020年代も安定した売り上げを維持しているとオリコンは報じており、時代や環境の変化に囚われず、アーケードゲームとしての強みを確実に打ち出しているとしている。本作のビジュアルアートディレクターである笹岡武仁は、その理由について「スマホなどで手軽にゲームが楽しめるようにはなったのですが、実際にバチを持って大きな太鼓を叩く体験は、ゲームセンター以外にはできないですよね。[中略]そこに独自性があるので、時世に左右されずに求められ続けているんだと思うんです」とオリコンとのインタビューの中で考察を述べている。
楽曲にも人気が集まっており、たとえば本作オリジナル楽曲のひとつである「さいたま2000」は、ロッテルダムテクノという日本ではなじみの薄いジャンルの音楽であるものの、登場以来同作を代表する定番曲として知られている。
その一方で、アーケード版の筐体の部品を盗む者もおり、逮捕者も出ている。